# Cléron
Cléron est une commune française située dans le département du Doubs, la région culturelle et historique de Franche-Comté et la région administrative Bourgogne-Franche-Comté. Située dans la vallée de la Loue, au cœur du premier plateau du massif du Jura et à une dizaine de kilomètres d'Ornans, elle comptait 292 habitants en 2022 appelés Cléronais et Cléronaises.
Le village, établi sur la rive gauche de la Loue, est dominé par son château médiéval des XIIIe et XIVe siècles et son église du XIVe siècle. Il est par ailleurs encadré par des reculées, amphithéâtres rocheux typiques du massif jurassien, dont le ravin de Valbois classé réserve naturelle nationale et la reculée de Norvaux. Cléron dispose de deux petits musées, le Musée du Tacot consacré aux anciennes lignes de chemin de fer du département du Doubs et le Hameau du Fromage présentant les traditions fromagères franc-comtoises. La commune est le berceau d'une spécialité fromagère au lait de vache baptisée édel de Cléron et inspirée du mont d'Or.

## Géographie

### Situation

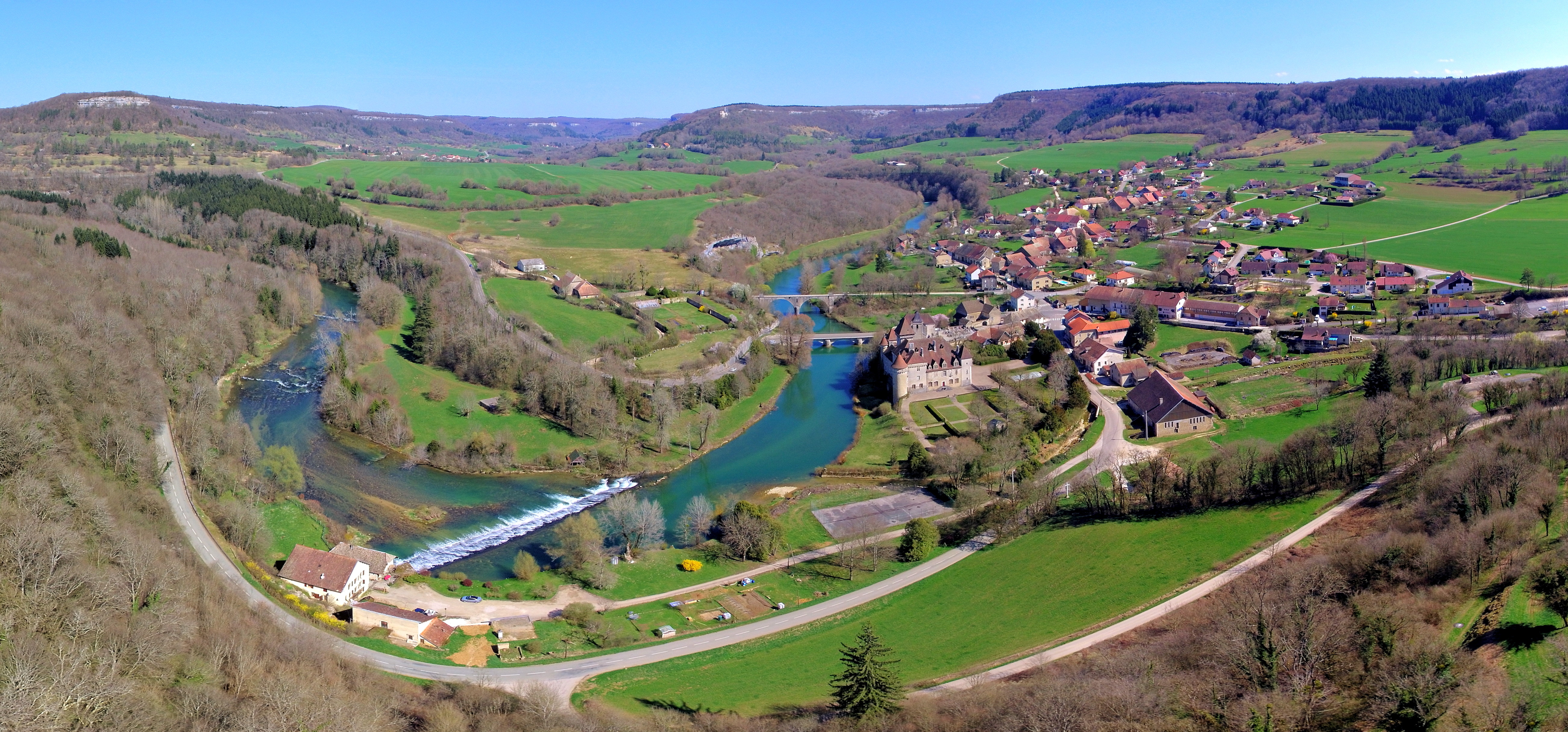
Le village au bord de la Loue.

La commune de Cléron est située en région Bourgogne-Franche-Comté, dans l'ouest du département du Doubs, à 13 kilomètres à vol d'oiseau au nord-est du département du Jura et à 33 kilomètres de la frontière entre la France et la Suisse. Les grandes villes les plus proches sont Besançon, préfecture du département, située à 17 km à vol d'oiseau en direction du nord et Dijon, préfecture de la région, située à 81 km kilomètres vers le nord-ouest. Paris, la capitale se trouve à 339 km au nord-ouest. La distance la plus courte par la route entre le centre du village et le centre-ville de Besançon (mairie) est de 27,5 km. Elle est à la limite entre la haute vallée et la moyenne vallée de la Loue et au cœur du plateau d'Ornans. Elle fait partie du canton d'Ornans, de la communauté de communes Loue-Lison et elle est intégrée dans l'aire d'attraction de Besançon.
Les communes limitrophes sont  Amondans, Cademène, Chassagne-Saint-Denis, Fertans, Flagey et Scey-Maisières.

### Géologie et relief

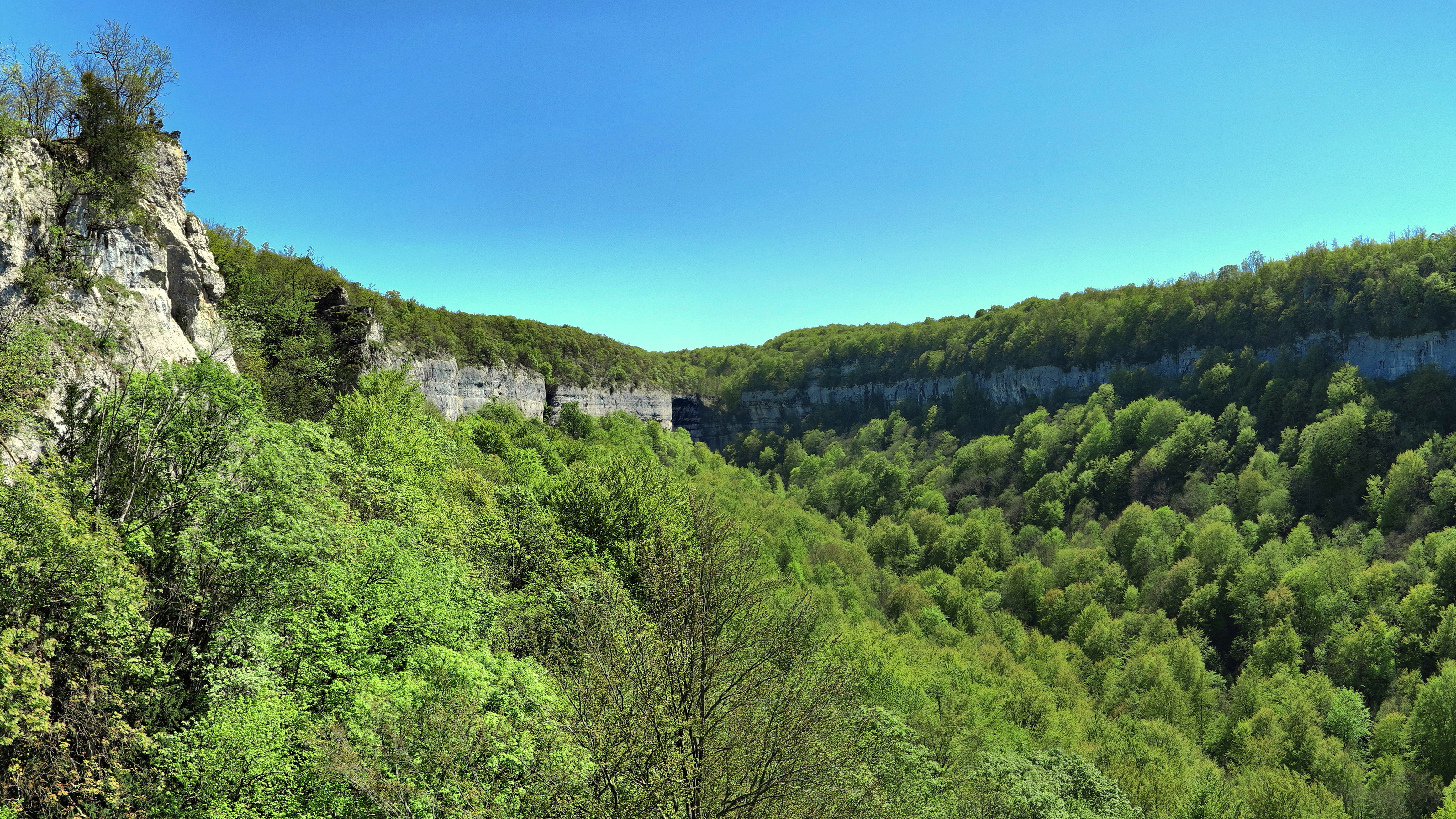
Le fond de la reculée du ravin de Valbois

D'une superficie de 1 456 hectares, le territoire communal se situe à la jonction de la haute et de la moyenne vallée de la Loue, la rivière passant sous les 300 mètres d'altitude en quittant la commune de Cléron, et en partie sur le premier plateau du Jura. L'altitude la plus élevée de la commune (563 mètres) est mesurée au sud-est de son territoire, sur le plateau du Lavoutre, au tripoint des communes de Chassagne-Saint-Denis, Cléron et Flagey. L'altitude minimale est de 295 mètres à l'endroit où la Loue quitte le territoire communal, au niveau du tripoint des communes d'Amondans, Cademène et Cléron. Le village-centre a quant à lui une altitude comprise entre 310  et   370 mètres.

### Hydrographie

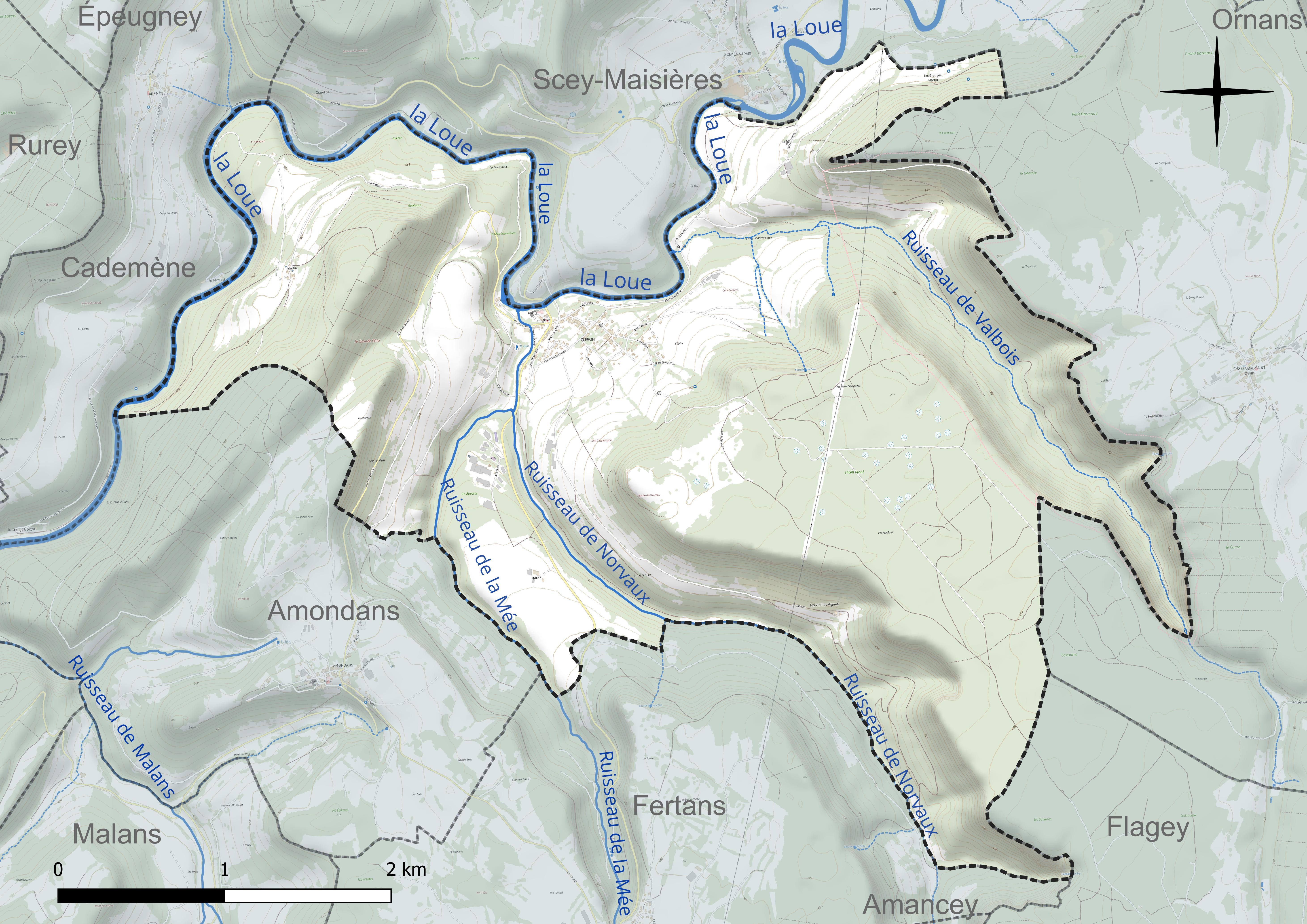
Carte du réseau hydrographique de la commune de Cléron

La commune fait partie du bassin versant de la Loue, rivière de 122 km qui est le principal affluent du Doubs. Elle borde le territoire communal sur plus de 8 km au nord, marquant la délimitation entre Cléron et les communes de Cademène et Scey-Maisières. Le ruisseau de Norvaux, d'une longueur de 7 kilomètres et dont la source se trouve sur la commune d'Amancey au sud de Cléron, traverse le territoire communal du sud au nord sur ses deux derniers kilomètres et se jette dans la Loue au niveau du château. Le ruisseau de la Mée, affluent du précédent et mesurant 5 km, naît sur la commune de Fertans au sud du territoire communal de Cléron qu'il parcourt sur sa deuxième moitié. Le ruisseau de Valbois, d'une longueur de 6 kilomètres, prend sa source au sud de Cléron sur le territoire communal de Chassagne-Saint-Denis, et traverse la commune de Cléron du sud au nord sur près de 4,5 km.

### Climat
Pour des articles plus généraux, voir Climat de la Bourgogne-Franche-Comté et Climat du Doubs.
En 2010, le climat de la commune est de type climat de montagne, selon une étude du Centre national de la recherche scientifique s'appuyant sur une série de données couvrant la période 1971-2000. En 2020, Météo-France publie une typologie des climats de la France métropolitaine dans laquelle la commune est exposée à un climat semi-continental et est dans la région climatique Jura, caractérisée par une forte pluviométrie en toutes saisons (1 000 à 1 500 mm/an), des hivers rigoureux et un ensoleillement médiocre.
Pour la période 1971-2000, la température annuelle moyenne est de 10,3 °C, avec une amplitude thermique annuelle de 17,8 °C. Le cumul annuel moyen de précipitations est de 1 230 mm, avec 13,5 jours de précipitations en janvier et 10 jours en juillet. Pour la période 1991-2020, la température moyenne annuelle observée sur la station météorologique de Météo-France la plus proche, « Coulans », sur la commune d'Éternoz à 9 km à vol d'oiseau, est de 10,5 °C et le cumul annuel moyen de précipitations est de 1 259,2 mm. 
La température maximale relevée sur cette station est de 38,7 °C, atteinte le 24 août 2023 ; la température minimale est de −18,9 °C, atteinte le 20 décembre 2009,,.
Les paramètres climatiques de la commune ont été estimés pour le milieu du siècle (2041-2070) selon différents scénarios d'émission de gaz à effet de serre à partir des nouvelles projections climatiques de référence DRIAS-2020. Ils sont consultables sur un site dédié publié par Météo-France en novembre 2022.

## Urbanisme

### Typologie
Au 1er janvier 2024, Cléron est catégorisée commune rurale à habitat dispersé, selon la nouvelle grille communale de densité à 7 niveaux définie par l'Insee en 2022.
Elle est située hors unité urbaine. Par ailleurs la commune fait partie de l'aire d'attraction de Besançon, dont elle est une commune de la couronne,. Cette aire, qui regroupe 310 communes, est catégorisée dans les aires de 200 000 à moins de 700 000 habitants,.

### Occupation des sols
L'occupation des sols de la commune, telle qu'elle ressort de la base de données européenne d’occupation biophysique des sols Corine Land Cover (CLC), est marquée par l'importance des forêts et milieux semi-naturels (69 % en 2018), une proportion sensiblement équivalente à celle de 1990 (69,2 %). La répartition détaillée en 2018 est la suivante : forêts (66,5 %), prairies (22,2 %), zones agricoles hétérogènes (6,4 %), milieux à végétation arbustive et/ou herbacée (2,5 %), zones urbanisées (2,4 %). L'évolution de l’occupation des sols de la commune et de ses infrastructures peut être observée sur les différentes représentations cartographiques du territoire : la carte de Cassini (XVIIIe siècle), la carte d'état-major (1820-1866) et les cartes ou photos aériennes de l'IGN pour la période actuelle (1950 à aujourd'hui).

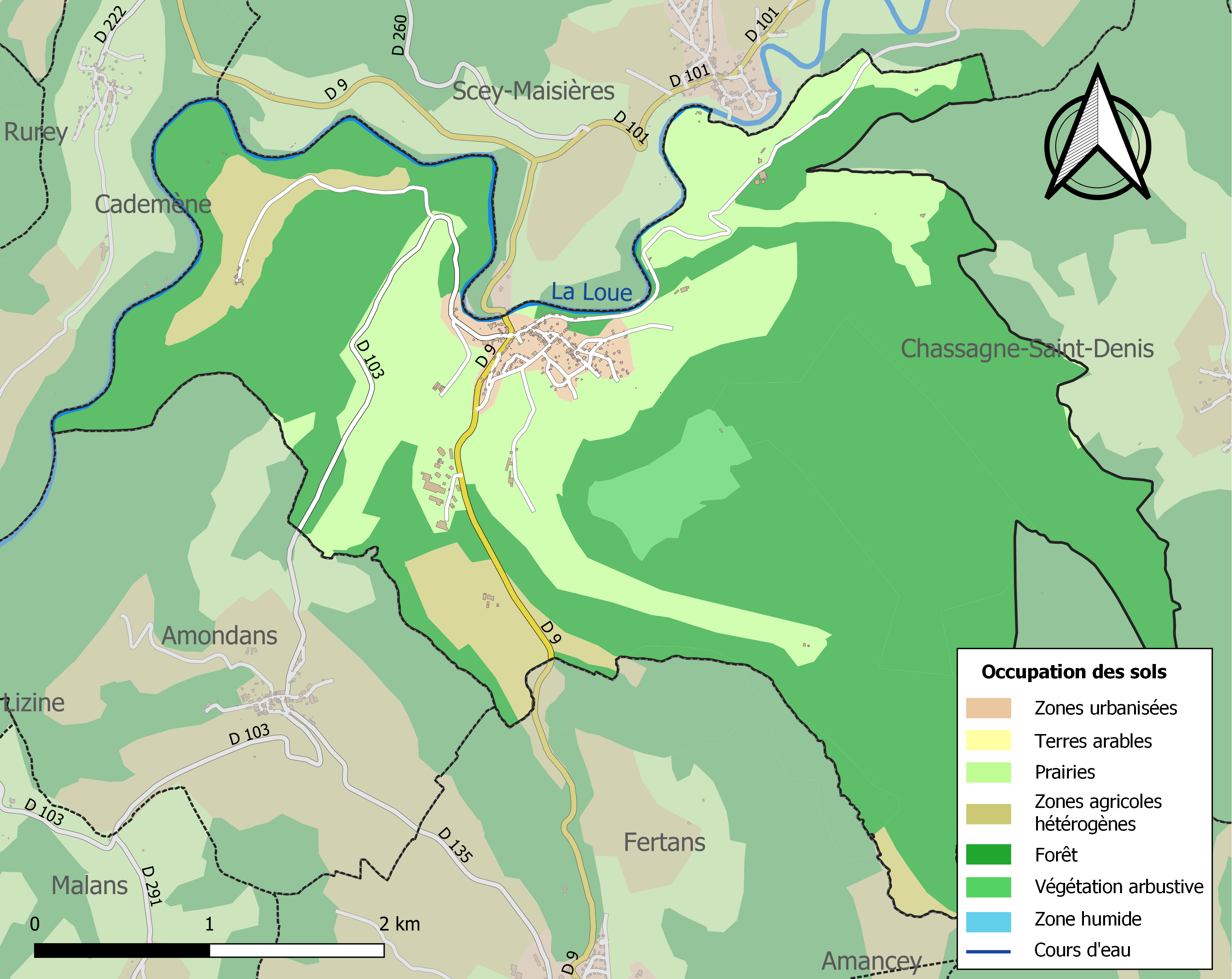
Carte des infrastructures et de l'occupation des sols de la commune en 2018 (CLC).

### Logement

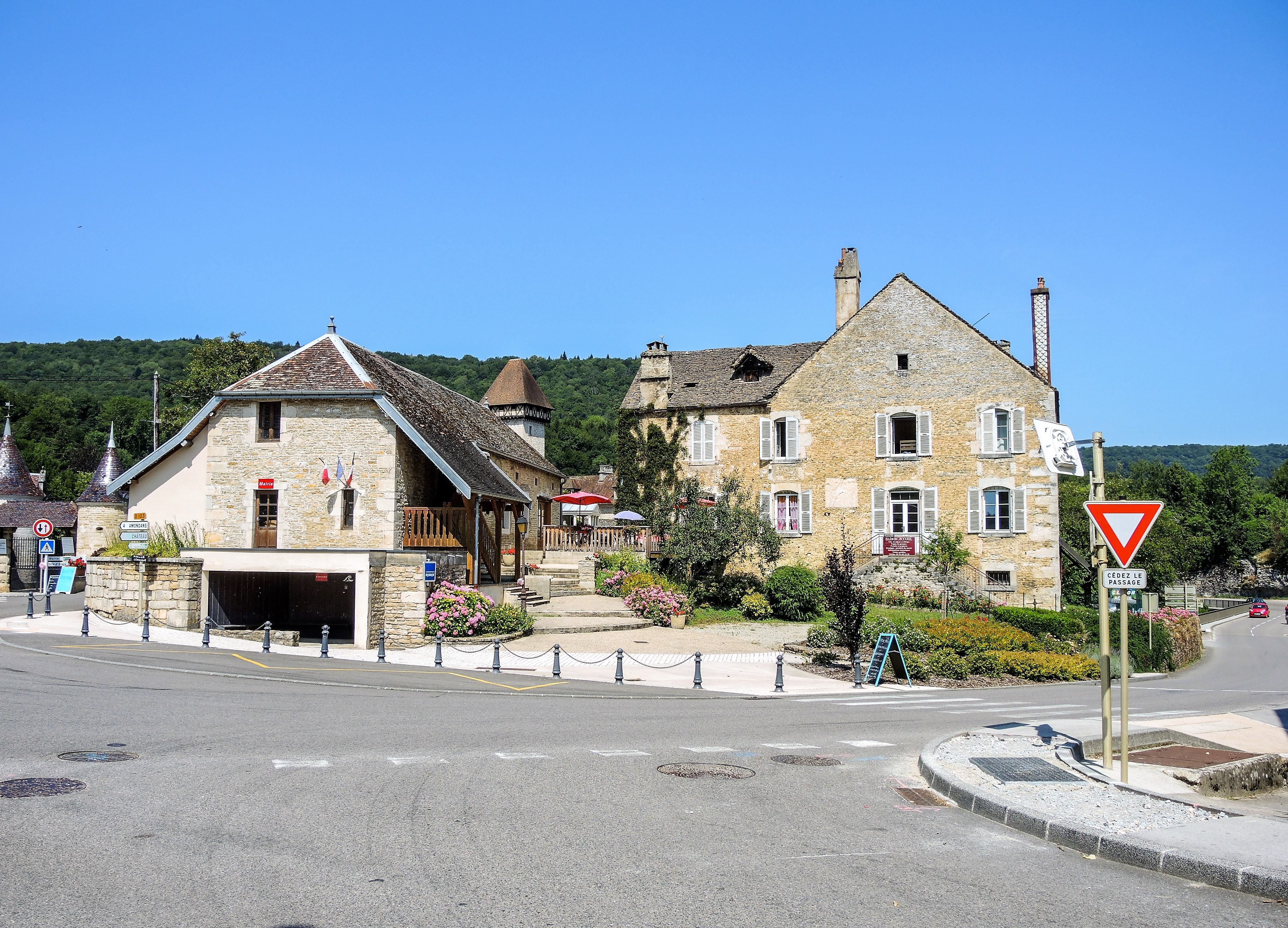
Le centre du village

Au recensement de 2020, la commune comptait 164 logements dont 129 étaient des résidences principales, 24 des logements vacants et 11 des résidences secondaires. Le nombre de logements situé dans des immeubles collectifs s'élève à 32 appartements, soit 19,3 % du total, et 131 maisons individuelles. Sur les 128 résidences principales construites avant 2018 que compte la commune, 35 (27,3 %) ont été achevées avant 1946, 50 (39,1 %) entre 1946 et 1990 et 43 (33,6 %) de 1991 à 2017. L'ancienneté d'emménagement dans la résidence principale montre que sur les 296 habitants de la commune au recensement de 2020, 191 ont emménagé depuis 10 ans ou plus, 74 depuis 2 à 9 ans et 31 depuis moins de 2 ans.
| 1968 | 1975 | 1982 | 1990 | 1999 | 2009 | 2014 | 2020 |
| ---- | ---- | ---- | ---- | ---- | ---- | ---- | ---- |
| 81   | 74   | 103  | 118  | 129  | 148  | 163  | 164  |

### Transports et voies de communication
Le principal axe routier qui dessert la commune est la route départementale 9, ancienne route nationale 473 déclassée en 1972. Longue de 65 kilomètres, elle relie Larnod et la route nationale 83 au nord, aux portes de Besançon, et Les Hôpitaux-Neufs et la route nationale 57 au sud, à quelques kilomètres de la frontière suisse. Elle franchit la Loue par un pont en pierre, unique point de passage routier sur le territoire communal. Un axe routier secondaire, la route départementale 103, permet de rejoindre les communes situées à l'ouest, Amondans, Lizine ou encore Malans. L'échangeur autoroutier français le plus proche est situé à 32 kilomètres au nord par la route, il s'agit de la sortie no 3 Besançon Ouest de l'A36 dite la Comtoise (Beaune-Mulhouse).
Le train desservait autrefois le village grâce à la ligne Besançon - Pontarlier, appelée familièrement le Tacot, inaugurée le 1er septembre 1910 et fermée en 1951. Actuellement, la gare la plus proche de Cléron est la gare de Saône (19 km) desservie par des trains express régionaux (TER) reliant Besançon-Viotte et la ville suisse de La Chaux-de-Fonds. La gare de Besançon-Viotte, située à 28 km, permet des liaisons par TGV vers Paris-Gare-de-Lyon, Strasbourg et Lyon.
L'aéroport français le plus proche est celui de Dole-Jura (77 km) tandis que les aéroports internationaux situés dans un rayon de 200 kilomètres sont l'aéroport de Genève (133 km par la route), l'aéroport de Berne (151 km) et l'aéroport de Bâle-Mulhouse (189 km).

## Toponymie
Cluruns en 1136 ; Clarons en 1275 ; Clairon en 1283.
D'après la légende, le nom de « Cléron » viendrait de l'instrument de musique appelé "Clairon". En effet, au IXe siècle, Charles le Chauve aurait donné le clairon en argent de Charlemagne, son grand-père, à un jeune chevalier s'étant battu ardemment contre Gérard de Roussillon. Celui-ci aurait octroyé à ce chevalier les terres sur lesquelles il se ferait entendre depuis les rives de la Loue, en soufflant dans le dit clairon.

## Histoire

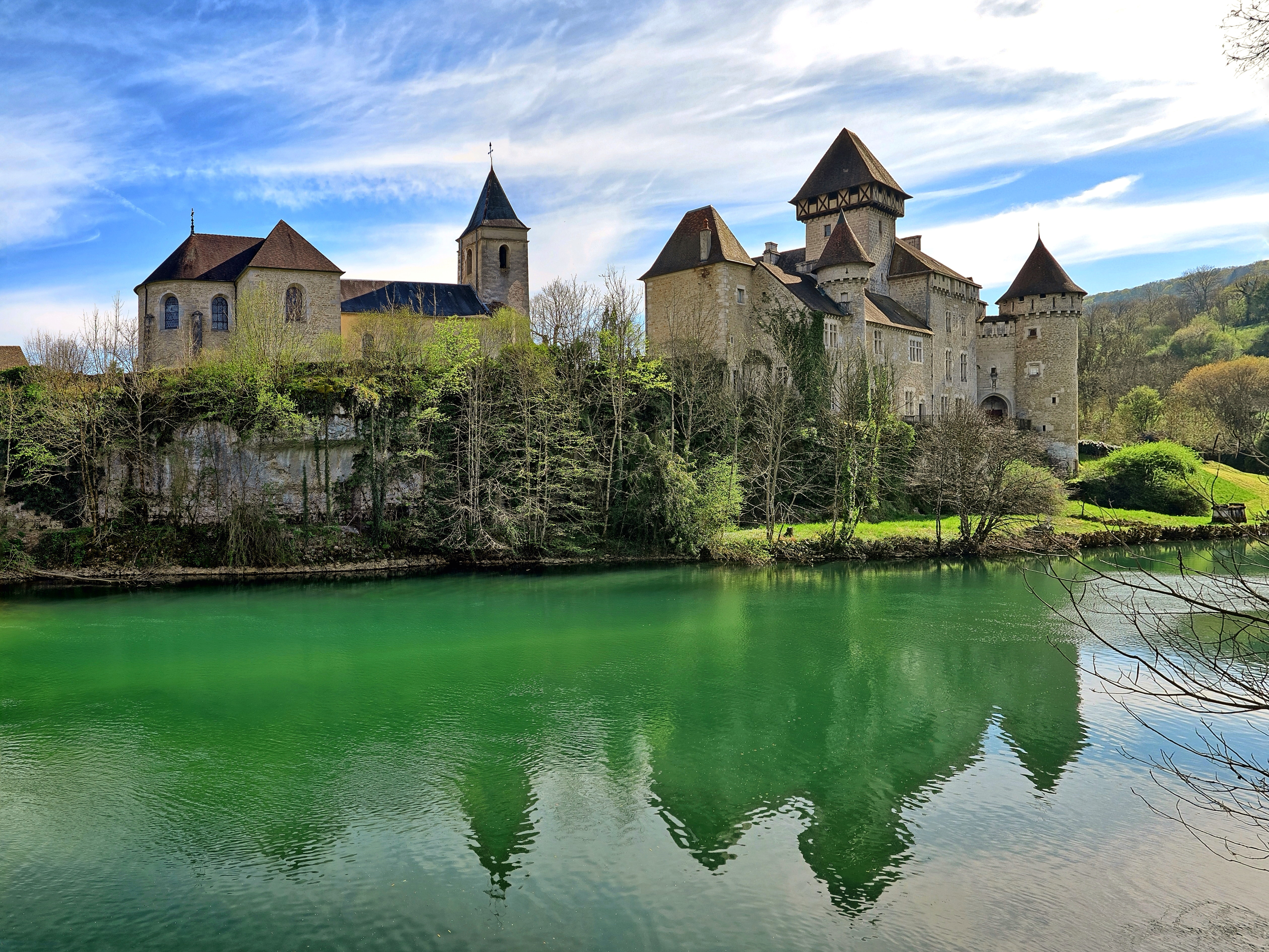
L'église et le château.

### Préhistoire et Antiquité
Dès l'époque gallo-romaine, un « castrum » aurait occupé cet emplacement, avec pour mission de contrôler ce passage.

### Moyen-Âge
Au XIIe siècle, une famille de Cléron seconde les Scey pour le contrôle du gué, sur le tracé de la route reliant Besançon à Salins-les-Bains; cette route servant à acheminer le sel comtois vers Pontarlier et la Suisse. Le château de Cléron aurait quant à lui, été construit par Humbert de Cléron en 1320. Ce château de forme rectangulaire et encadré par quatre tours avait la même utilité que le castrum gallo-romain.
Au XIIIe siècle, Jean 1er de Chalon-Arlay, seigneur de Montmahoux, convoite ce site stratégique. Mais la seigneurie lui échappe au profit des comtes de Bourgogne, qui récupérèrent également le château de Scey
Vers 1320, Humbert de Cléron fait reconstruire son château de Cléron, le premier pont en bois est édifié à la place du gué et permet ainsi de traverser la Loue.
Au XVe siècle, il existe un martinet sur le bief du ravin de Valbois au lieu-dit le Grillet. Ce bâtiment malheureusement à l'abandon, menaçant ruines, est toujours existant. On peut y voir le bief ainsi que l'emplacement de la roue à aubes permettant de faire tourner le martinet.

### Époque moderne
À cette époque, l'élevage, la polyculture ainsi que la vigne sont les principales ressources. Le village souffre à plusieurs reprises des guerres incessantes. Pendant la guerre de 10 ans, le village est dévasté une première fois par les Suédois en 1639, puis une deuxième fois en 1641 par les Français.
En 1614, la population du village était de 150 âmes et de 350 en 1850.

### Époque contemporaine
Une dynamique artisanale s'est créée à la sortie du village, dans une zone d'activité souhaitée et développée par la municipalité vers la fin des années 1980. Cette zone artisanale regroupe plusieurs petits ateliers de fabrication de pièces ou d'artisanat, regroupés autour d'une laiterie offrant ainsi aux éleveurs locaux un débouché pour la vente de leur production. Cette fromagerie familiale, célèbre pour sa production de morbier et de comté l'est également par des fromages de fabrication « maison » : Edel de Cleron « le Fromager des clarines ; le Saint Vernier ; les exquis du Val de Loue ainsi qu'une large gamme de fromage à raclette nature et aromatisée ». La production fromagère s'exporte en France et à l'étranger, et plus particulièrement aux États-Unis.
Vers la fin des années 1990, il a été créé par la famille Perrin, (propriétaire de la fromagerie), un restaurant ainsi qu'un musée du fromage expliquant aux touristes de passage l'histoire ainsi que la fabrication du comté.
Dans la même zone, est installé dans un ancien atelier de menuiserie, le musée du « Tacot », train régional à voie métrique exploité par la Compagnie des Chemins de fer du Doubs  de 1910 à 1953. La ligne venait de Besançon via Épeugney  et continuait jusqu'à Amathay-Vésigneux via Fertans, puis Levier et Pontarlier. Ce chemin de fer régional a été démantelé  à la fin des années 1950 du fait de la « démocratisation » de l'automobile, cette ligne n'étant plus rentable,.
Dans l'ancien presbytère du village, l'association Cléron Accueil gère un gîte d'étape et de séjour de 29 places. Situé dans un bâtiment de la fin du XVIIe siècle, le gîte se trouve dans un cadre pittoresque, à proximité de la Loue, de l'église et du château. Parmi ses activités, Cléron Accueil propose de la documentation sur les sites et balades de la région, ainsi que des dégustations et ventes de produits locaux.

## Politique et administration

### Découpage territorial
La commune fait partie de l'arrondissement de Besançon, du département du Doubs et de la région Bourgogne-Franche-Comté. Elle est membre de la communauté de communes Loue-Lison créée en 2017 par fusion de la communauté de communes Amancey-Loue-Lison dont elle faisait partie préalablement avec les communautés de communes du Pays d'Ornans et du canton de Quingey. Cette structure intercommunale regroupe 72 communes pour une population de 25 427 habitants (en 2019).
Dans le cadre des élections départementales, Cléron est depuis 2015 l'une des 60 communes composant le canton d'Ornans après avoir fait partie de l'ancien canton d'Amancey de 1793 à 2015. Elle dépend, pour les élections législatives, de la cinquième circonscription du Doubs.
De 1973 à 1981, la commune était rattachée à Amancey par fusion association, de même que les communes d'Amondans, Fertans et Malans.

### Administration municipale

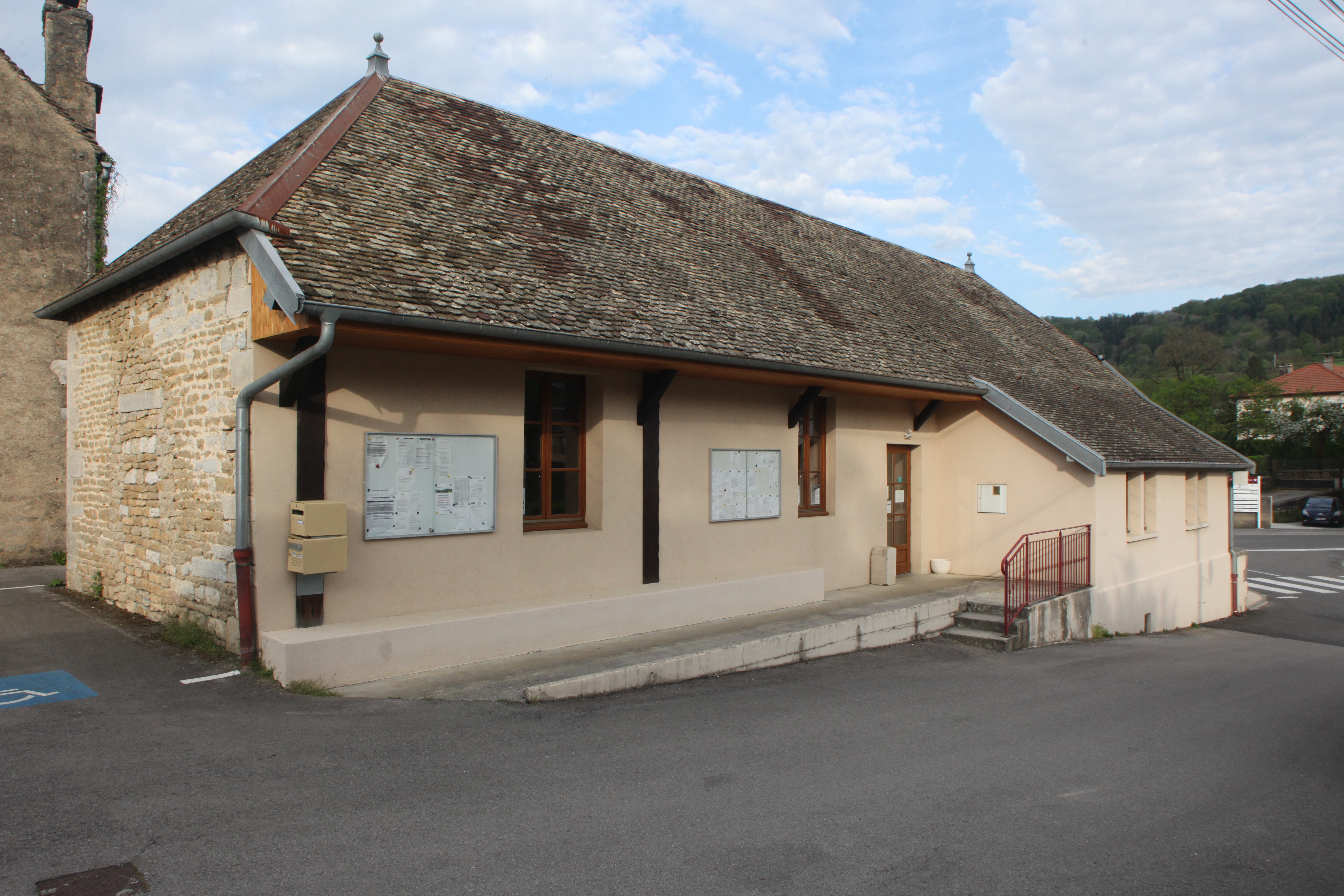
La mairie

Comme toute commune dont la population est comprise entre 100 et 499 habitants, le conseil municipal de Cléron est actuellement composé de onze membres. Il est élu au scrutin majoritaire plurinominal à deux tours avec candidatures isolées ou groupées et possibilité de panachage. Le maire actuel de la commune est Jean-Marie Doney, né en 1960, élu pour la première fois en 2015 à la suite de la démission d'Alain Galfione, et réélu le 18 mai 2020,.
Dans les communes de moins de 1 000 habitants, les conseillers communautaires sont désignés parmi les conseillers municipaux élus en suivant l’ordre du tableau (maire, adjoints puis conseillers municipaux) et dans la limite du nombre de sièges attribués à la commune au sein du conseil communautaire. Un siège est attribué à Cléron au sein de la communauté de communes Loue-Lison. Le maire Jean-Marie Doney représente ainsi la commune au sein du conseil communautaire.

#### Liste des maires
| Période                                  | Période                     | Identité                                        | Étiquette | Qualité |
| ---------------------------------------- | --------------------------- | ----------------------------------------------- | --------- | --- |
| Les données manquantes sont à compléter. |                             |                                                 |           | |
| ?                                        | ?                           | Comte Gabriel de Montrichard (1848-1920)        |           | Conseiller Général du Canton d'Amancey (1910-1920)                                                                    |
| ?                                        | ?                           | Comte Robert d'Oilliamson (1867-1938)           |           | Conseiller Général du Canton d'Amancey (1920-1922) Gendre du précédent                                                |
| ?                                        | ?                           | Comte Roland de Montrichard (1882-1953)         |           | Propriétaire du Château de Cléron Conseiller Général du Canton d'Amancey (1945-1952) Chevalier de la Légion d'honneur |
| mars 1964                                | mars 2001                   | Claude Lornet                                   | DVD       | |
| mars 2001                                | mars 2008                   | Robert Galli                                    | SE        | |
| mars 2008                                | mars 2014                   | Chantal Guet-Guillaume                          | SE        | |
| mars 2014                                | novembre 2015               | Alain Galfione                                  | SE        | |
| novembre 2015                            | En cours (au 1er juin 2020) | Jean-Marie Doney Réélu pour le mandat 2020-2026 | SE        | |

### Tendances politiques et résultats
| Scrutin             | 1er tour | 1er tour      | 1er tour | 1er tour | 1er tour      | 1er tour | 1er tour | 1er tour        | 1er tour | 1er tour | 1er tour           | 1er tour | 1er tour | 1er tour            | 1er tour | 2d tour | 2d tour       | 2d tour | 2d tour | 2d tour       | 2d tour |
| Scrutin             | 1er      | 1er           | %        | 2e       | 2e            | %        | 3e       | 3e              | %        | 4e       | 4e                 | %        | 5e       | 5e                  | %        | 1er     | 1er           | %       | 2e      | 2e            | %       |
| ------------------- | -------- | ------------- | -------- | -------- | ------------- | -------- | -------- | --------------- | -------- | -------- | ------------------ | -------- | -------- | ------------------- | -------- | ------- | ------------- | ------- | ------- | ------------- | ------- |
| Présidentielle 2002 |          | Chirac (RPR)  | 16,67    |          | Jospin (PS)   | 16,67    |          | Le Pen (FN)     | 13,44    |          | Saint-Josse (CPNT) | 9,68     |          | Madelin (DL)        | 7,53     |         | Chirac (RPR)  | 87,44   |         | Le Pen (FN)   | 12,56   |
| Présidentielle 2007 |          | Sarkozy (UMP) | 32,61    |          | Royal (PS)    | 28,70    |          | Bayrou (UDF)    | 19,57    |          | Le Pen (FN)        | 9,13     |          | Nihous (CPNT)       | 3,48     |         | Sarkozy (UMP) | 54,27   |         | Royal (PS)    | 45,73   |
| Présidentielle 2012 |          | Hollande (PS) | 28,84    |          | Sarkozy (UMP) | 28,37    |          | Mélenchon (PG)  | 14,42    |          | Le Pen (FN)        | 12,09    |          | Bayrou (MoDem)      | 10,23    |         | Hollande (PS) | 53,42   |         | Sarkozy (UMP) | 46,58   |
| Présidentielle 2017 |          | Macron (EM)   | 24,51    |          | Fillon (LR)   | 21,57    |          | Mélenchon (LFI) | 20,10    |          | Le Pen (RN)        | 15,69    |          | Dupont-Aignan (DLF) | 9,80     |         | Macron (LREM) | 65,91   |         | Le Pen (RN)   | 34,09   |
| Présidentielle 2022 |          | Macron (LREM) | 31,32    |          | Le Pen (RN)   | 16,48    |          | Mélenchon (LFI) | 15,38    |          | Zemmour (REC)      | 10,44    |          | Lassalle (RES)      | 8,24     |         | Macron (LREM) | 60,61   |         | Le Pen (RN)   | 39,39   |

### Finances locales
La commune de Cléron est enregistrée au répertoire des entreprises sous le code SIREN 212 501 555. Son activité est enregistrée sous le code APE 84.11Z, correspondant aux administrations publiques générales. En 2022, le budget communal s'équilibrait à 965 000 € dont 551 000 € provenaient des produits de fonctionnement (impôts, dotation globale de fonctionnement de l'État) et 414 000 € des ressources d'investissement (subventions, fonds de compensation pour la TVA, emprunts bancaires). La part d'impôts locaux dans les produits de fonctionnement s'établissait à 24,9 %, contre une moyenne de 34,8 % pour la strate de communes équivalente, avec des taux d'imposition fixés à 16,90 % pour la taxe d'habitation, (y compris THLV), 29,50 % et 18,43 % pour la taxe foncière sur le bâti et le non-bâti.

## Équipements et services publics

### Eau et déchets
L'approvisionnement en eau de la commune est assuré par le Syndicat intercommunal des eaux de la Haute-Loue (SIEHL) dont elle est membre depuis 1984. Un captage se trouve sur le territoire communal au niveau du hameau de Nahin.
Le traitement des déchets est assuré par le Sybert, Syndicat mixte de Besançon et de sa région pour le traitement des déchets, la déchetterie la plus proche se trouvant à Ornans. La collecte des déchets est assurée par la communauté de communes Loue-Lison et facturée selon une redevance incitative.

### Enseignement
Cléron est rattachée à l’académie de Besançon, dans la zone A du calendrier scolaire. Les enfants de la commune sont scolarisés à l'école intercommunale publique Palmyr Uldéric Cordier qui se situe à Amancey (6 km), au collège Pierre Vernier d'Ornans (9 km) et au lycée Victor Hugo de Besançon (24 km).

### Postes et télécommunications
Le déploiement du réseau à haut débit par fibre optique à Cléron est effectif depuis 2020. Pour l'acheminement du courrier postal, la commune dépend du bureau distributeur de Recologne qui se voit attribuer le code 25330.

### Santé et services d'urgence
Cléron dépend, pour les secours, du centre de secours d'Amancey, commune distante de six kilomètres par la route où se trouvent également les services de santé les plus proches, dont une pharmacie et un cabinet médical, tandis que les hôpitaux les plus proches sont le Centre hospitalier universitaire de Besançon (26 km) et le Centre Hospitalier Saint-Louis d'Ornans (9 km).

### Justice et sécurité
La commune dépend du tribunal judiciaire, du conseil de prud'hommes, du tribunal pour enfants, du tribunal de commerce et du tribunal administratif de Besançon. Elle est rattachée à la cour d'assises du Doubs, à la cour d'appel de Besançon et à la cour administrative d'appel de Nancy.
Cléron se trouve dans la circonscription de gendarmerie de la brigade de proximité d'Amancey.

## Population et société

### Démographie
L'évolution du nombre d'habitants est connue à travers les recensements de la population effectués dans la commune depuis 1793. Pour les communes de moins de 10 000 habitants, une enquête de recensement portant sur toute la population est réalisée tous les cinq ans, les populations de référence des années intermédiaires étant quant à elles estimées par interpolation ou extrapolation. Pour la commune, le premier recensement exhaustif entrant dans le cadre du nouveau dispositif a été réalisé en 2008.

En 2022, la commune comptait 292 habitants, en évolution de −7,3 % par rapport à 2016 (Doubs : +1,88 %, France hors Mayotte : +2,11 %).
| 1793 | 1800 | 1806 | 1821 | 1831 | 1836 | 1841 | 1846 | 1851 |
| ---- | ---- | ---- | ---- | ---- | ---- | ---- | ---- | ---- |
| 532  | 516  | 536  | 486  | 522  | 533  | 500  | 497  | 487  |

| 1856 | 1861 | 1866 | 1872 | 1876 | 1881 | 1886 | 1891 | 1896 |
| ---- | ---- | ---- | ---- | ---- | ---- | ---- | ---- | ---- |
| 502  | 477  | 453  | 427  | 425  | 471  | 470  | 397  | 367  |

| 1901 | 1906 | 1911 | 1921 | 1926 | 1931 | 1936 | 1946 | 1954 |
| ---- | ---- | ---- | ---- | ---- | ---- | ---- | ---- | ---- |
| 355  | 344  | 342  | 325  | 287  | 288  | 277  | 275  | 220  |

| 1962 | 1968 | 1975 | 1982 | 1990 | 1999 | 2006 | 2008 | 2013 |
| ---- | ---- | ---- | ---- | ---- | ---- | ---- | ---- | ---- |
| 209  | 188  | 182  | 235  | 266  | 294  | 304  | 307  | 319  |

| 2018 | 2022 | - | - | - | - | - | - | - |
| ---- | ---- | - | - | - | - | - | - | - |
| 302  | 292  | - | - | - | - | - | - | - |

### Vie associative
Plusieurs associations font vivre les héritages culturels du village : l'Association d'Éducation Populaire (AEP), Les Amis du Musée du Tacot, Cléron-Accueil, Association intercommunale de chasse agréée des Deux Vallons, Amicale des pêcheurs de Cléron.

### Médias et numérique
Le quotidien régional L'Est républicain relate les actualités de la commune dans son édition locale de Besançon. La chaîne de télévision France 3 Franche-Comté et la station de radio France Bleu Besançon relaient les informations locales.

### Cultes
La commune dispose d'un seul lieu de culte de confession catholique, l'église Saint-Siméon. Au sein du diocèse de Besançon, le doyenné des Premiers Plateaux regroupe cinq unités pastorales (paroisses) dont celle de la Haute Vallée de la Loue à laquelle appartient Cléron.

## Économie

### Revenus
En 2021 (données Insee publiées en janvier 2023), la commune comptait 128 ménages fiscaux, 306 personnes dans les ménages fiscaux, et un revenu fiscal médian déclaré par unité de consommation de 23 690 € contre une moyenne de 23 890 € au niveau départemental.

### Emploi
En 2020, la population âgée de 15 à 64 ans s'élève à 190 personnes, parmi lesquelles on compte 79,2 % d'actifs dont 72,3 % ayant un emploi et 6,9 % de chômeurs.
On compte 273 emplois dans la commune, contre 251 en 2009 et 231 en 2014. Le nombre d'actifs ayant un emploi résidant dans la commune étant de 138, l'indicateur de concentration d'emploi est de 197,3 %.

### Activités et entreprises

#### Agriculture
Le recensement agricole de 2020 comptabilisait 5 exploitations pour une surface agricole utilisée de 614 ha, dont 80,7 % de prairies permanentes et 9,8 % de céréales et oléo-protéagineux, et un cheptel de 726 unités de gros bétail (bovin, cheval, mulet, âne).
|                                      | 1970 | 1979 | 1988 | 2000 | 2010 | 2020 |
| ------------------------------------ | ---- | ---- | ---- | ---- | ---- | ---- |
| Nombre d’exploitations               | 16   | 14   | 8    | 5    | 6    | 5    |
| Surface Agricole Utilisée (SAU) (ha) | 406  | 417  | 412  | 453  | 683  | 614  |

### Entreprises
| Nom                                          | Effectif | Activité                                       |
| -------------------------------------------- | -------- | ---------------------------------------------- |
| SA Perrin Vermot                             | 116      | Fabrication de fromages                        |
| Menus Gourmands de Jean Perrin               | 35       | Fabrication d'autres produits alimentaires     |
| Diamac                                       | 30       | Fabrication d'outillage mécanique              |
| SARL Le Hameau du Fromage                    | 9        | Restauration traditionnelle                    |
| M.T.B.I Multi Travaux du Bâtiment Industriel | 3        | Travaux de menuiserie métallique et serrurerie |

## Culture et patrimoine

### Lieux et monuments
- Château de Cléron

Construit au XIVe siècle (1320) par Humbert de Cléron sur l'emplacement d'un ancien castrum gallo-romain, le château de Cléron a été fortement remanié au XVIIIe siècle. Ce château, malgré sa restauration, a conservé son aspect défensif, typique de l'architecture militaire moyenâgeuse. Il a entre autres conservé ses défenses, donjon, mâchicoulis, meurtrières et assommoirs soigneusement restaurés.
Plusieurs fois ruiné au cours des siècles, le château a été remanié à maintes reprises. Le corps de logis perpendiculaire à la Loue date du XVe siècle. Il est flanqué d'une tour carrée dite « tour de l'horloge » datant du XIXe siècle. Sur le corps de bâtiment parallèle à la Loue, existent deux autres tours : la plus grande, carrée, le donjon servait également à défendre la tour ronde située un peu plus loin et appelée « tour de la Folle ». Une « viorbe » (escalier à vis) d'une centaine de marches permet d'accéder au sommet de la tour de guet.
Ce château, propriété de la  famille de Montrichard, ne se visite pas, à l'exception des jardins pendant la période estivale.

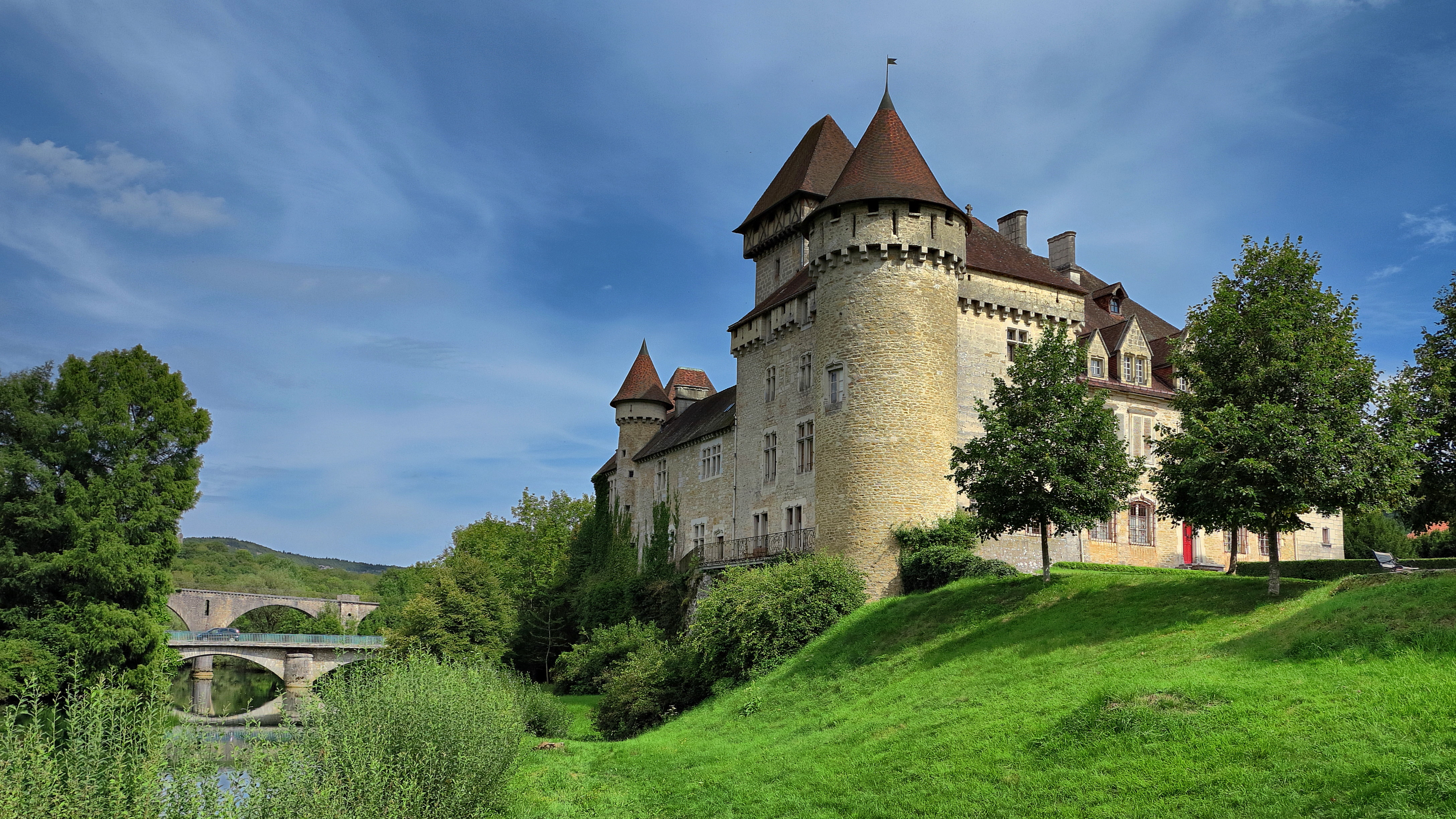
Le château au bord de la Loue.
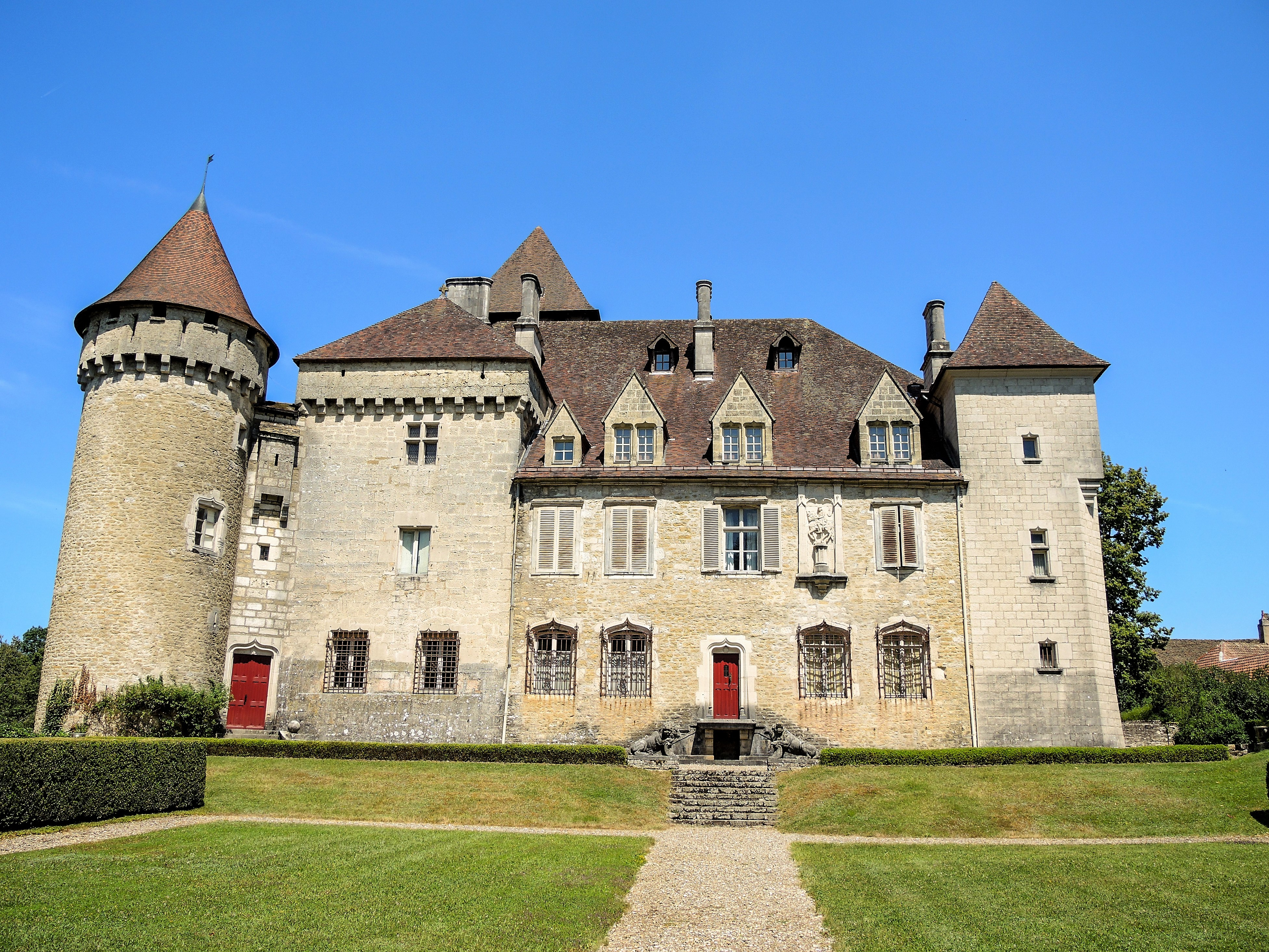
Façade ouest
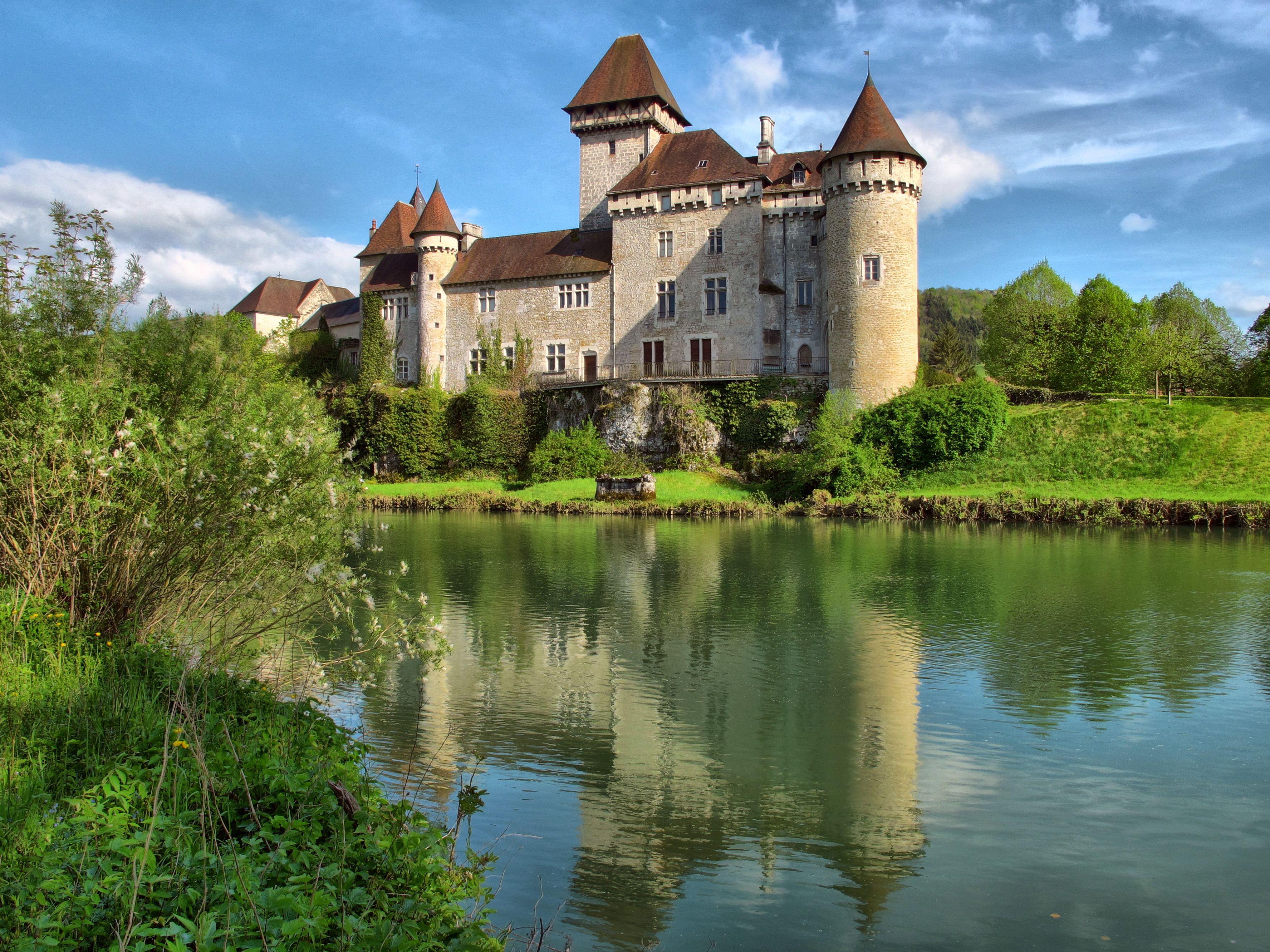
Façade nord
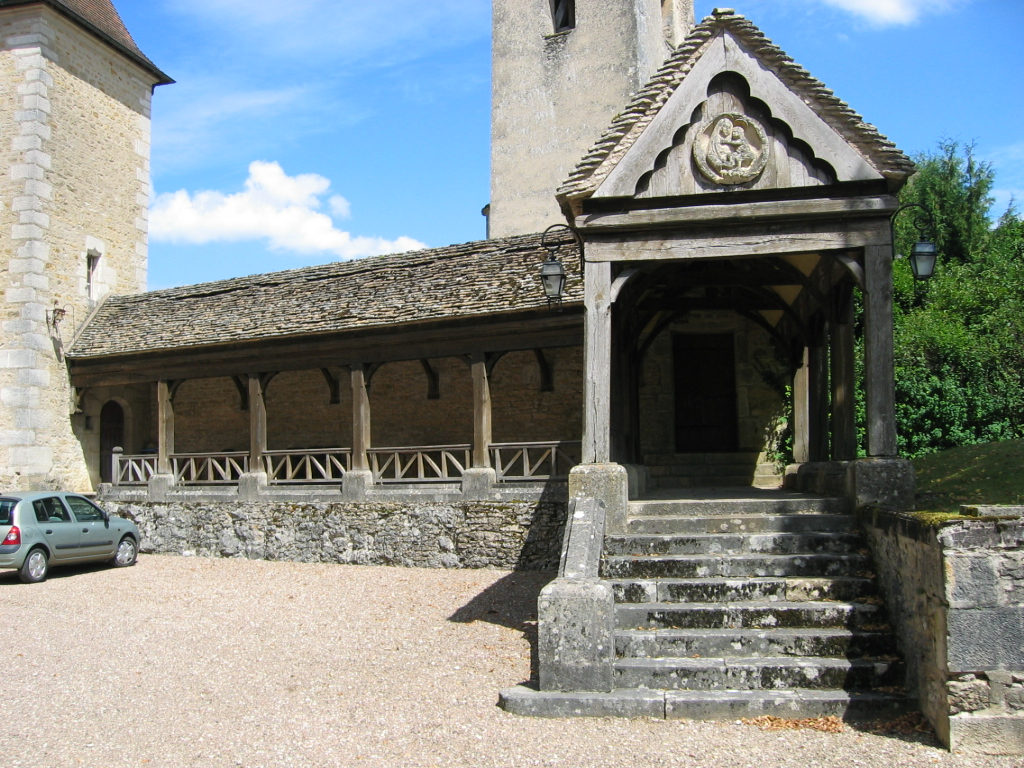
Le cloître

- Église Saint-Siméon

- Ancienne ligne du Tacot

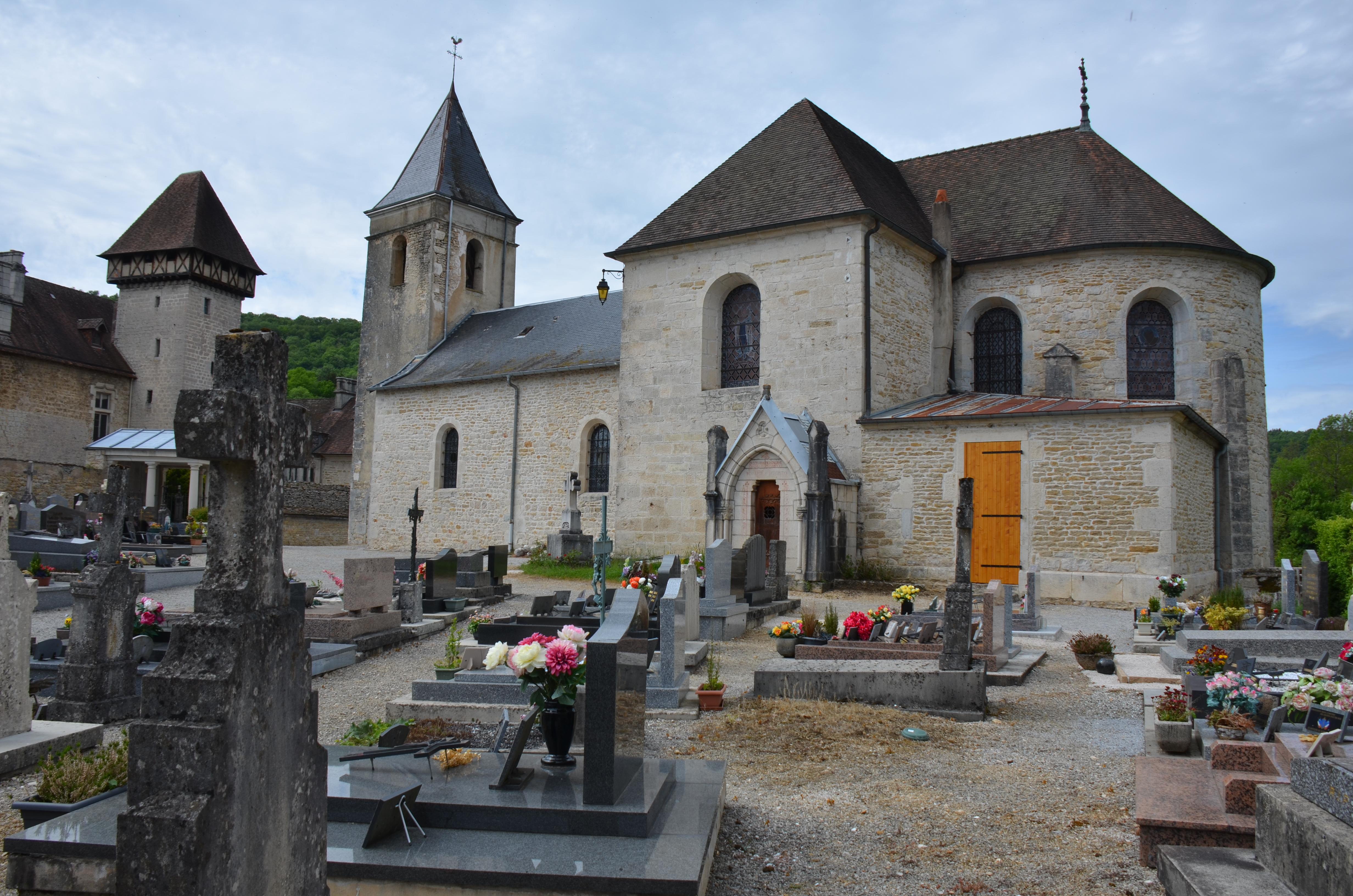
L'église Saint-Siméon et le cimetière de Cléron

Des infrastructures conséquentes sont réalisées à Cléron pour permettre la passage de la ligne du Tacot : outre la gare et sa remise à locomotive, un viaduc de 4 arches a été nécessaire pour franchir la Loue et un second de 7 arches, légèrement courbe, pour le passage du vallon à la sortie du bourg en direction d'Amancey (au-dessus du ruisseau de Norvaux).

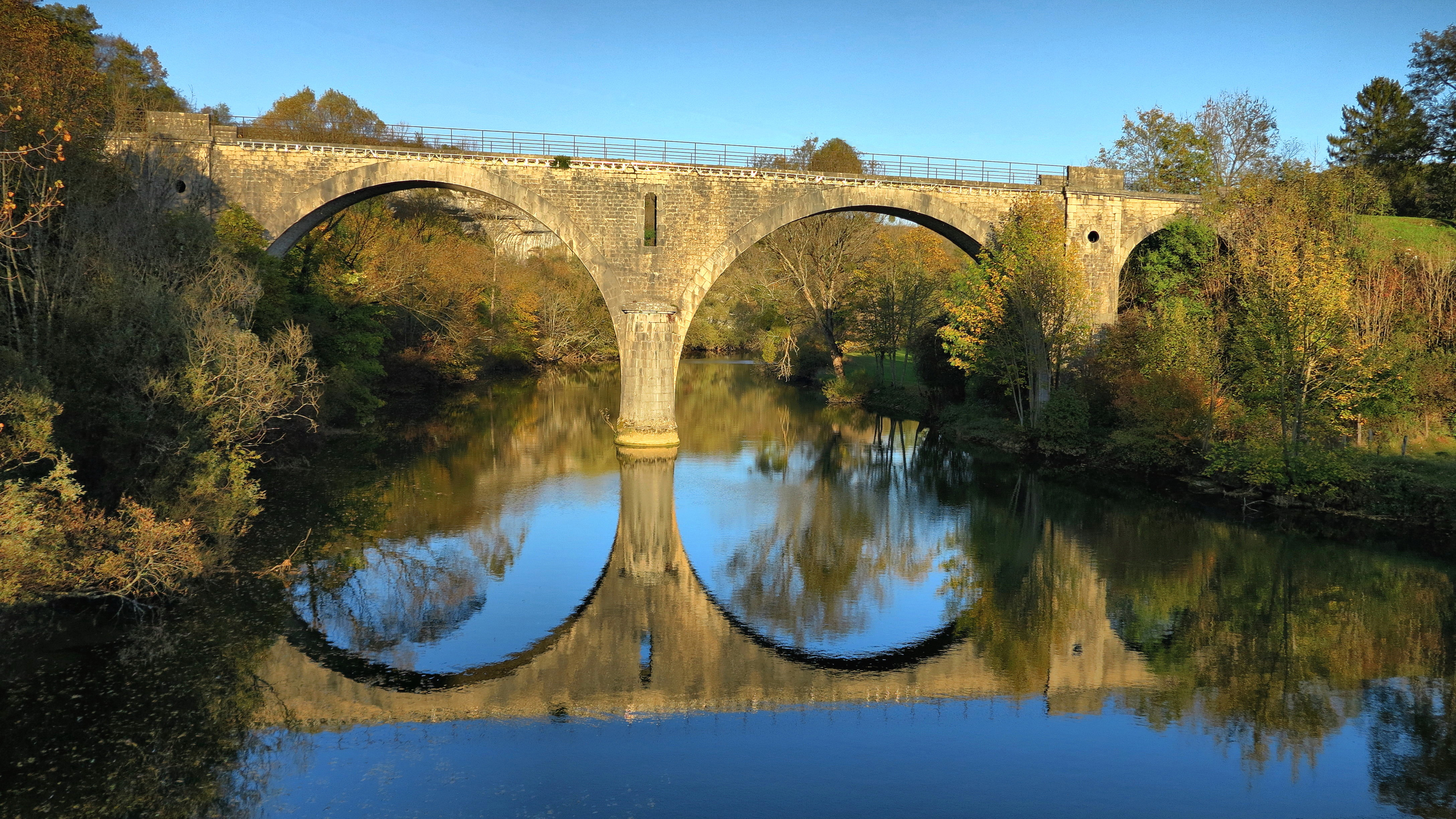
Le pont du Tacot sur la Loue.
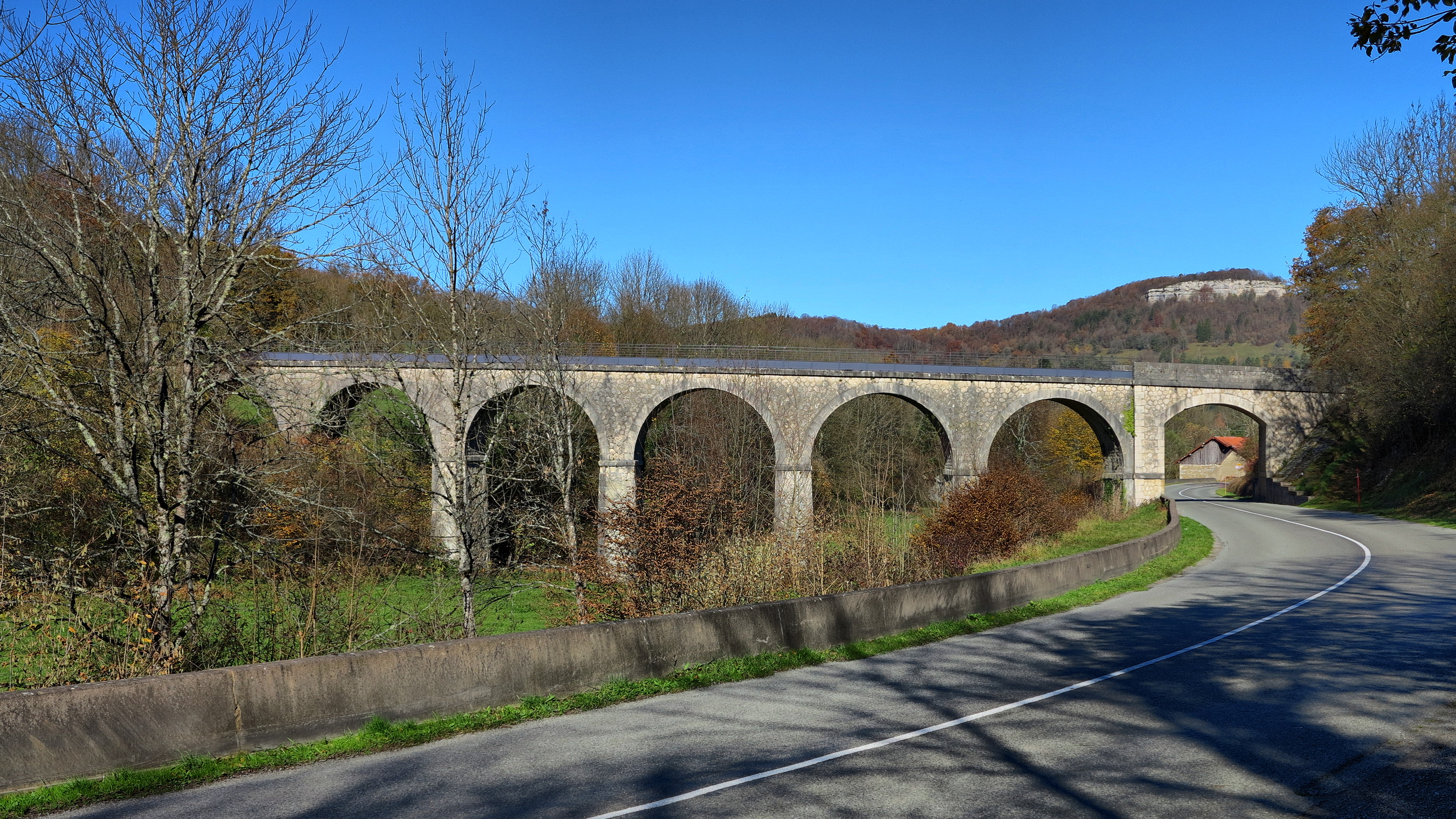
Le viaduc du Tacot sur la vallée de Norvaux.
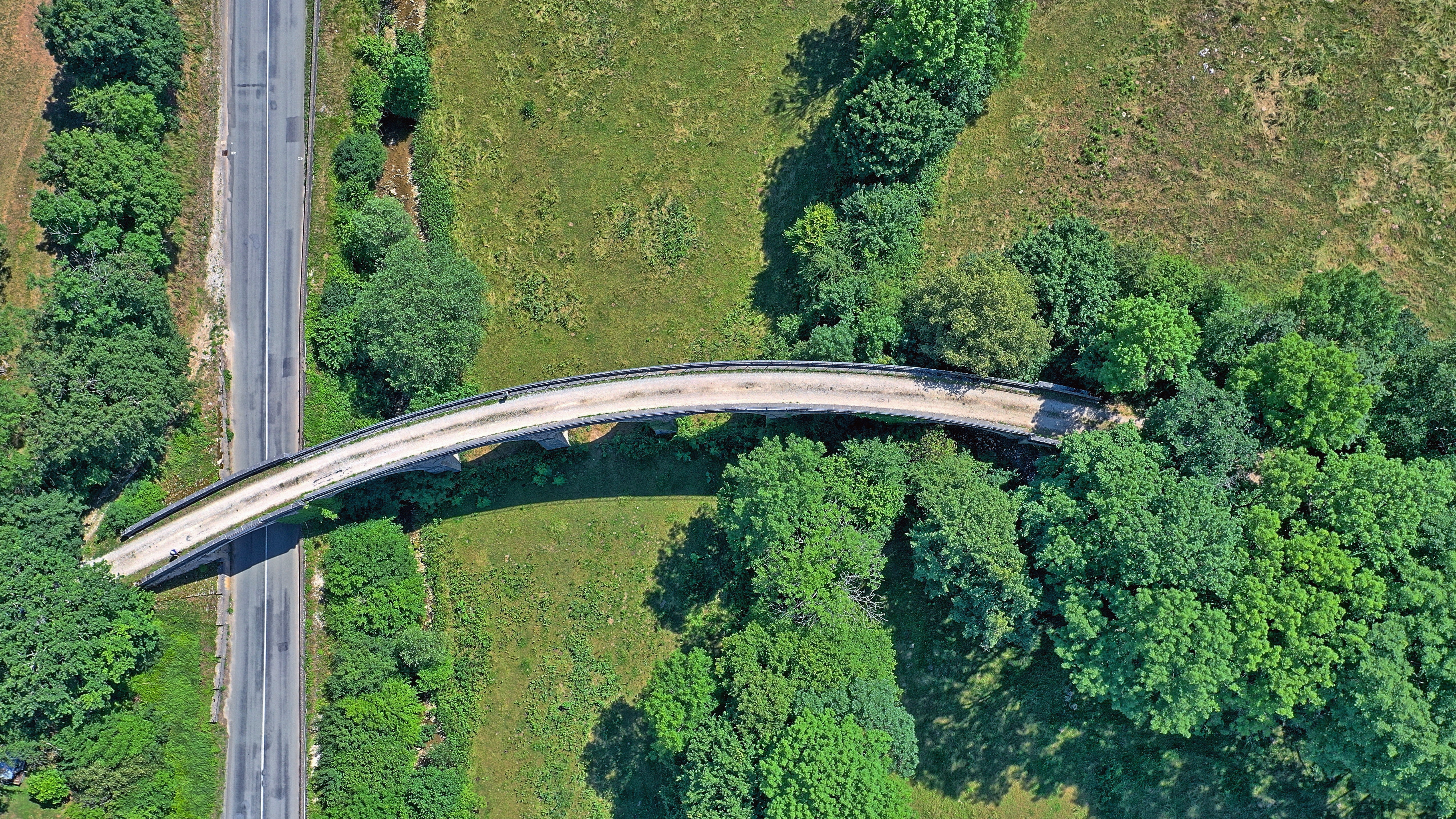
Le viaduc sur la vallée de Norvaux vu de dessus.

- Édifices

On trouve plusieurs maisons anciennes dans le bourg dont certaines avec le toit couvert de lauzes.

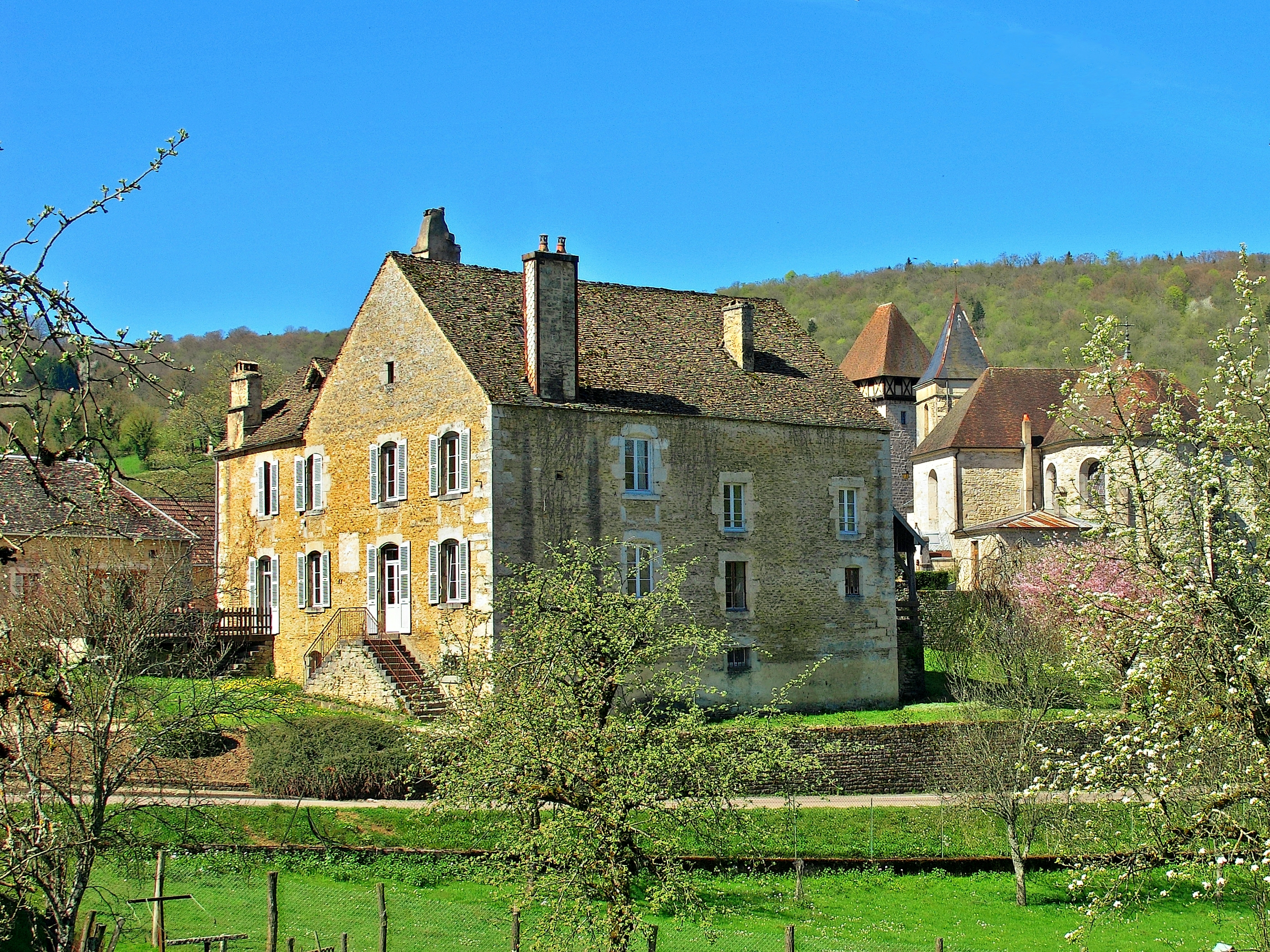
L'ancien presbytère.
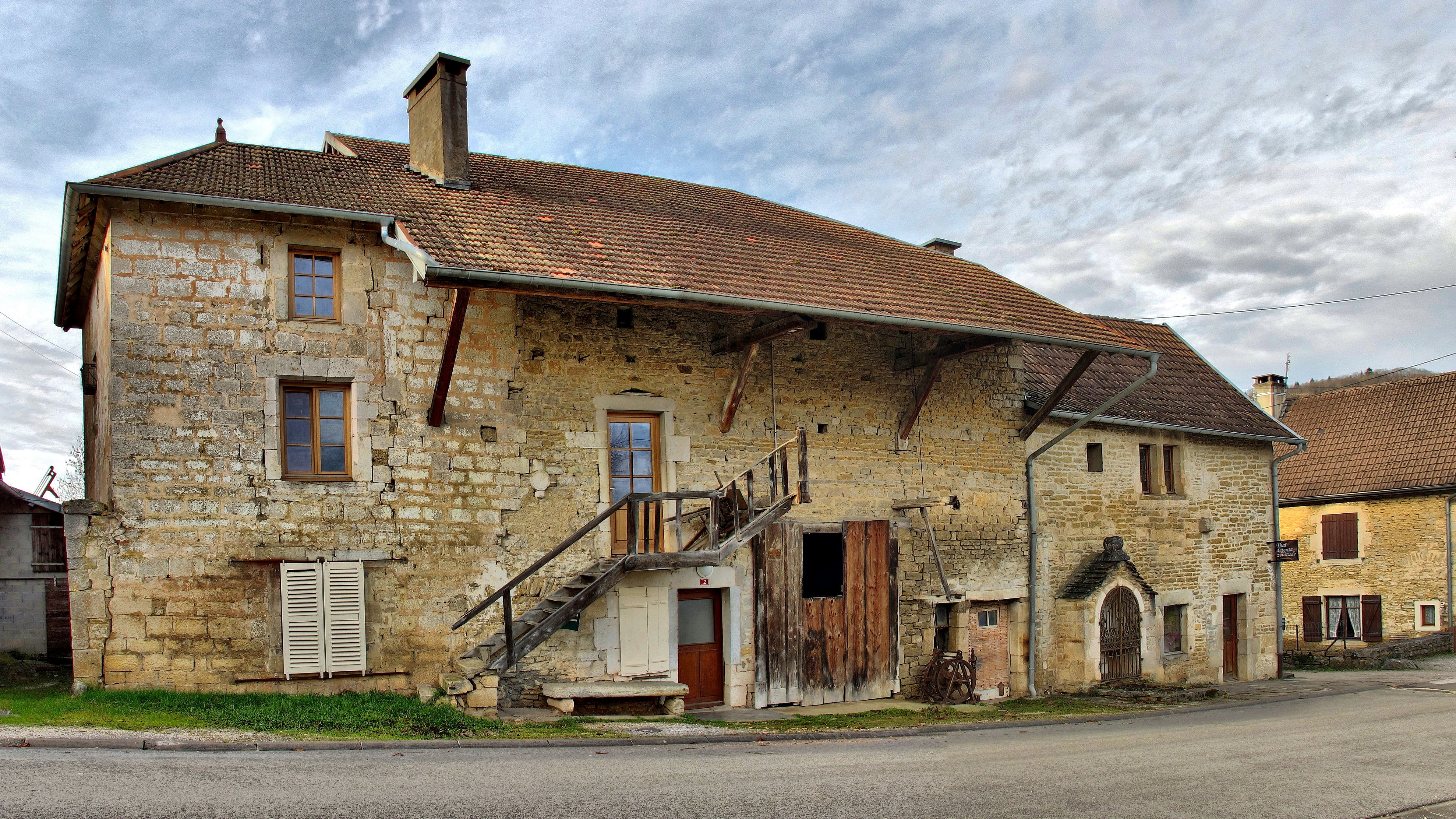
Vieille maison du XVIIe siècle.
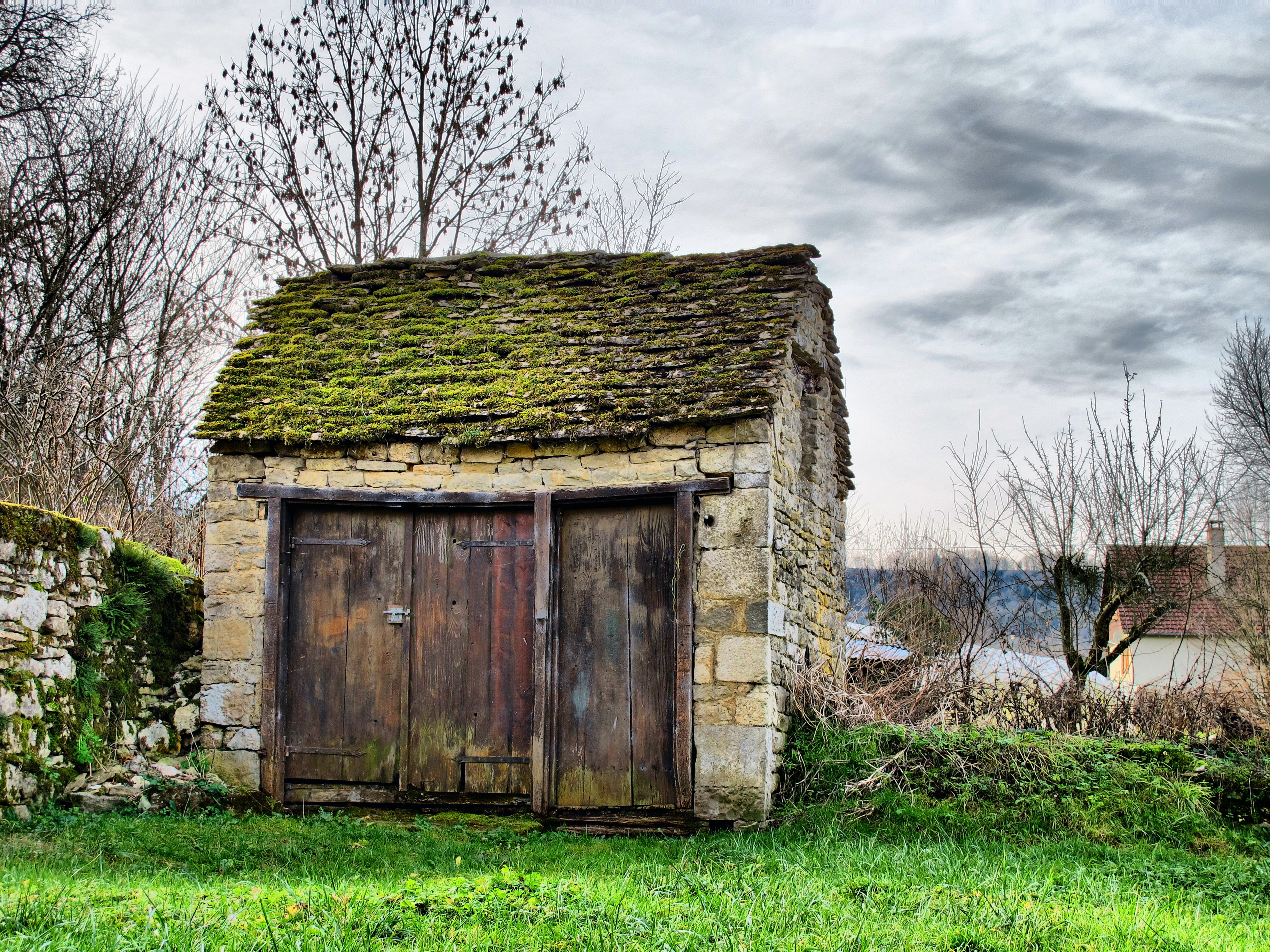
Petit patrimoine bâti avec toit de lauzes.

- Fontaines

Le village possède trois fontaines réparties et étagées le long de la Grande Rue. Ce sont trois fontaines-lavoirs-abreuvoirs recouvertes d'un toit «en croupe» qui ont été réaménagées au XIXe siècle par l'architecte Vieille Fils. La fontaine «du bas» située à l'entrée du village, près du pont sur la Loue, vient d'être restaurée et remise en eau grâce à la Fondation du patrimoine.
Le hameau de Nahin possède aussi un lavoir-abreuvoir et un bel abreuvoir ovale le long du chemin qui descend vers les pâtures.

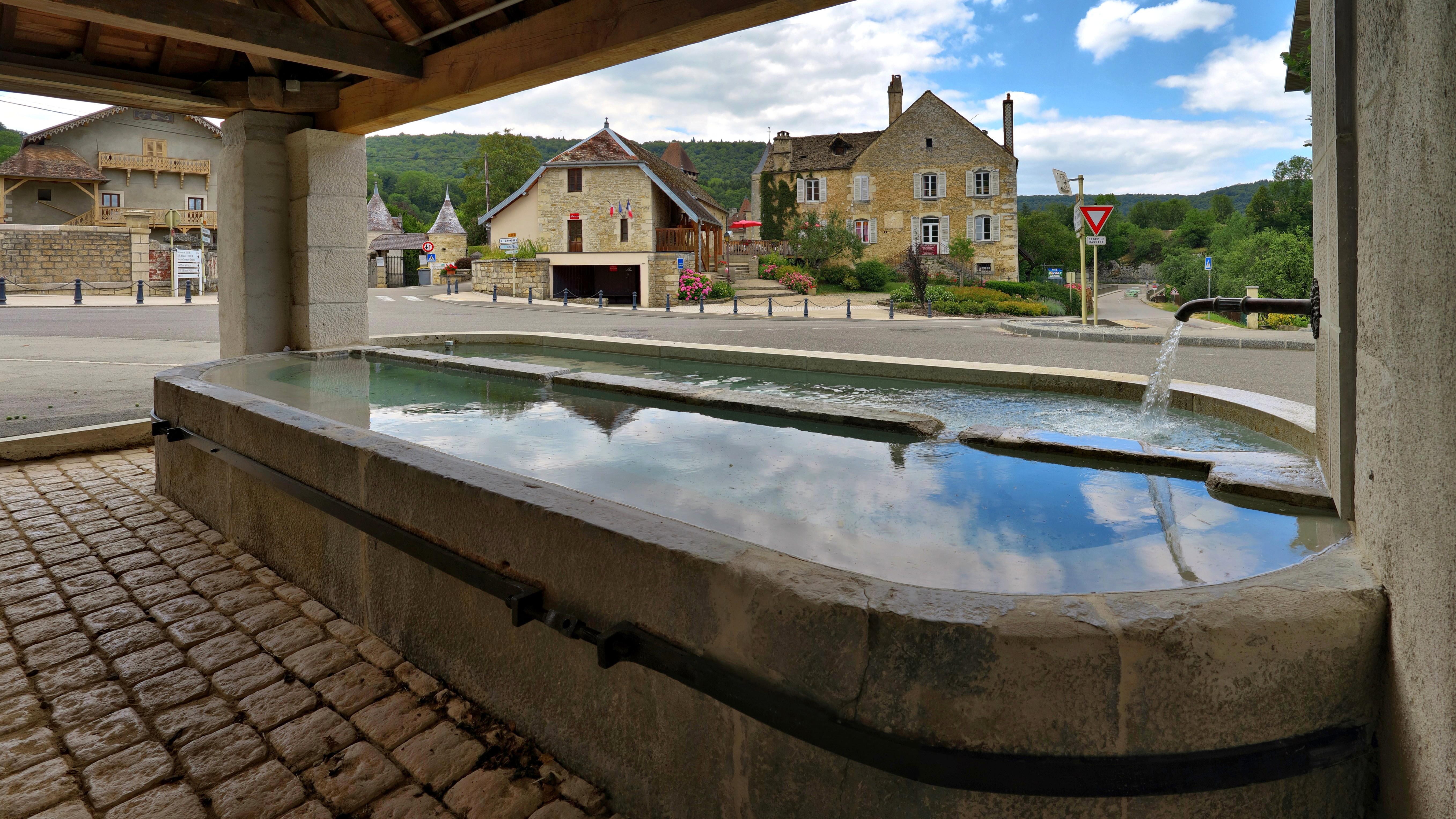
La fontaine du bas après restauration.
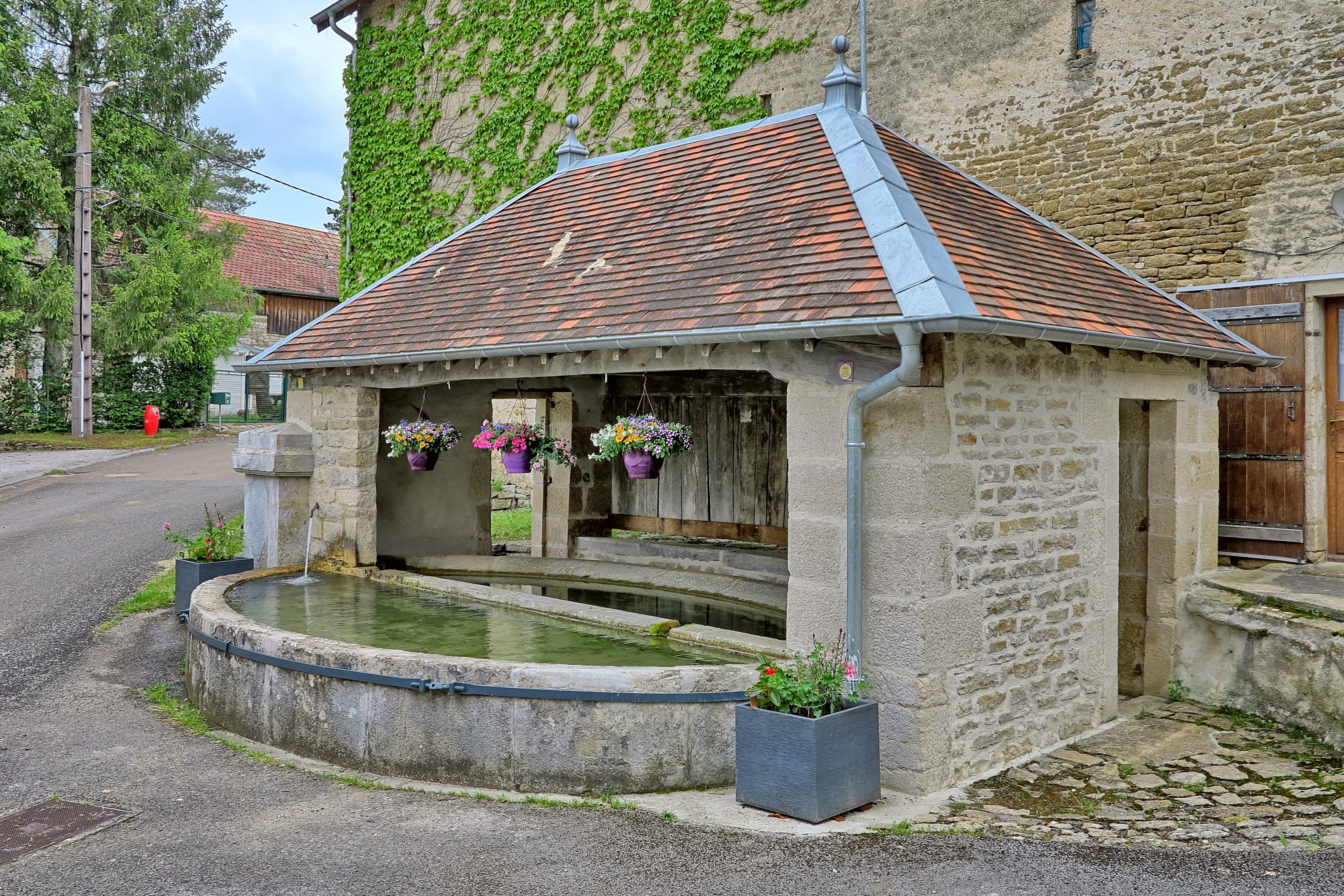
La fontaine du haut.
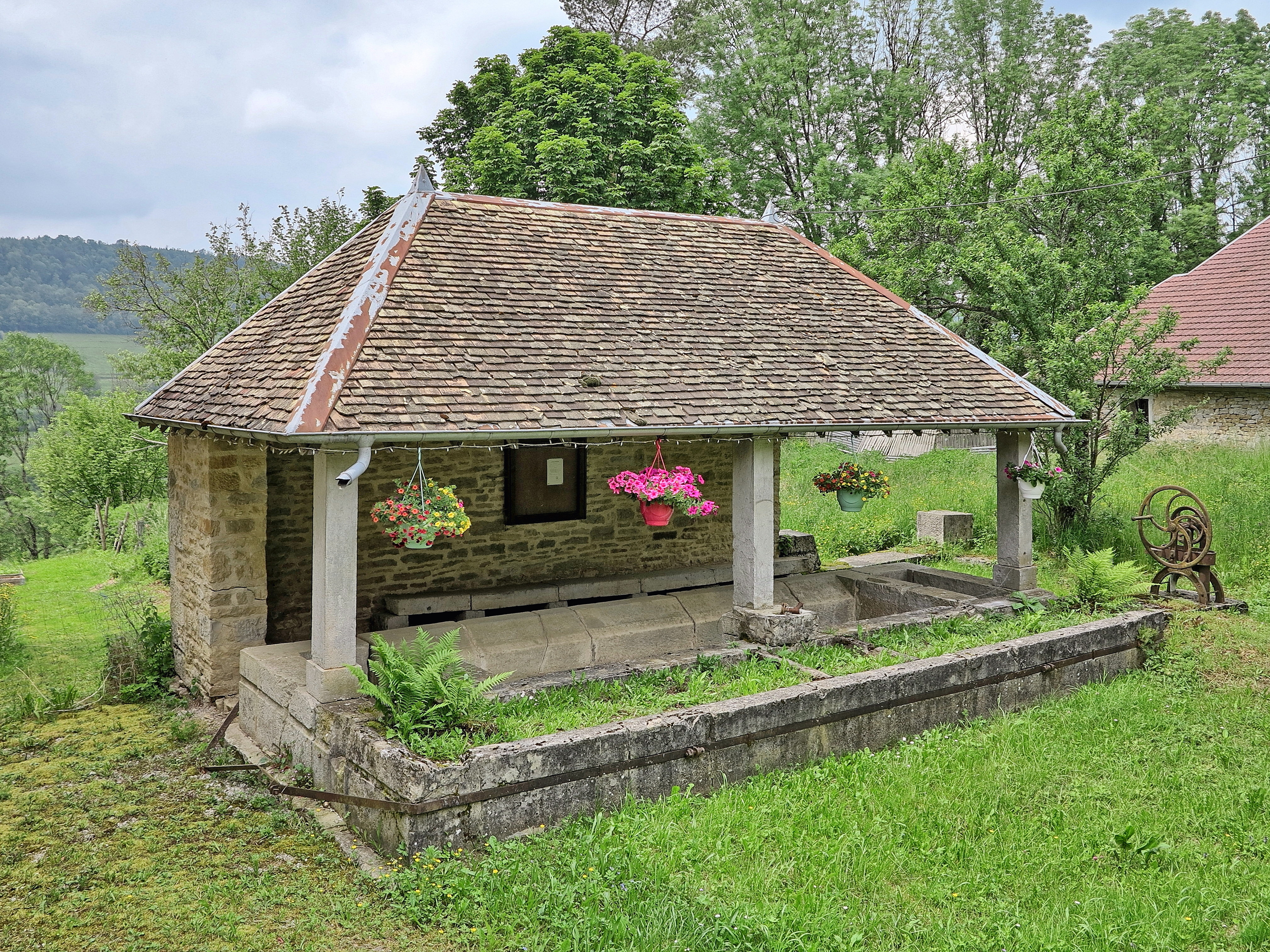
Le lavoir-abreuvoir de Nahin
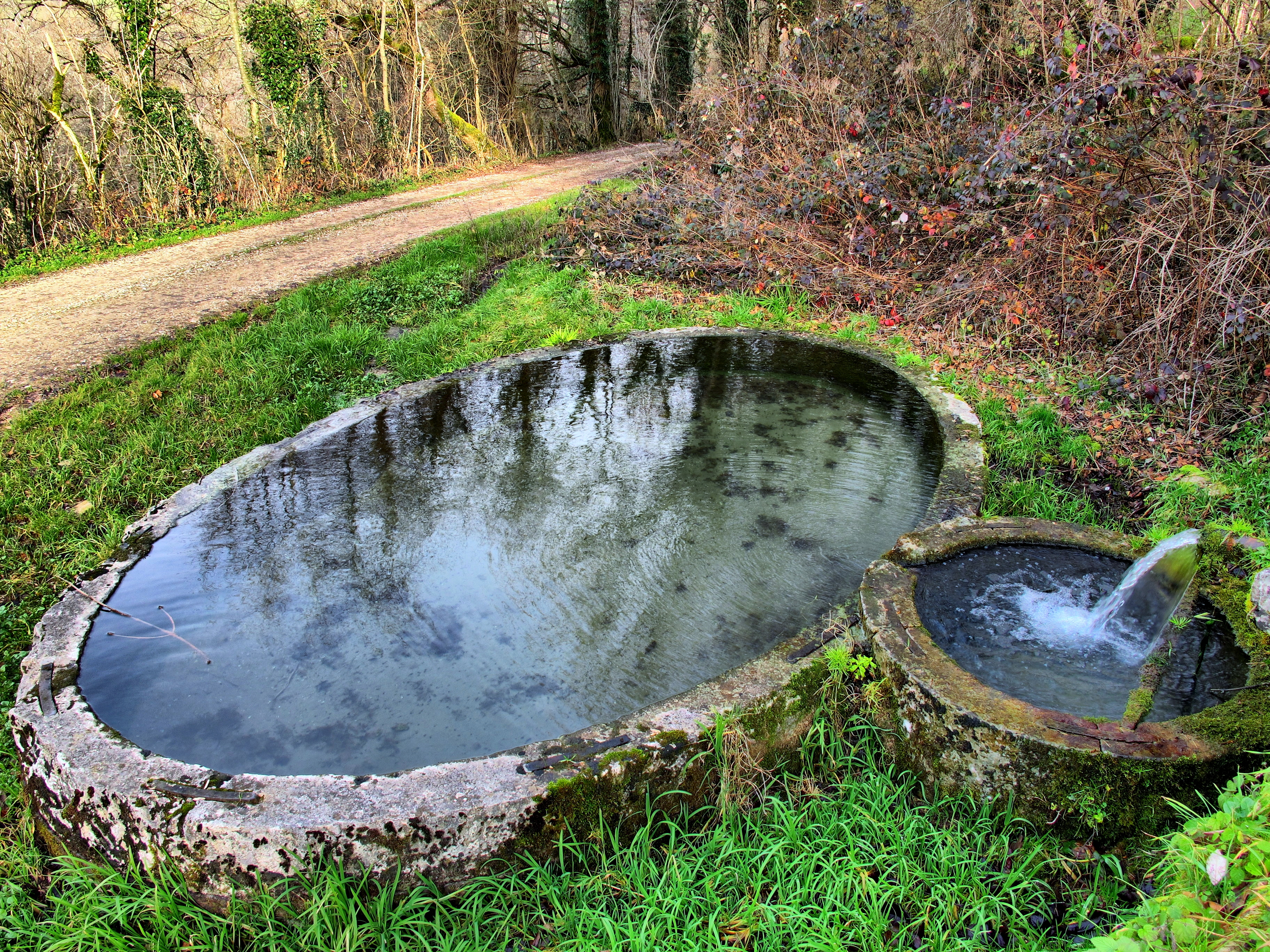
L'abreuvoir ovale de Nahin.

#### Patrimoine naturel
- Réserve naturelle nationale du ravin de Valbois

Espace naturel abritant la majorité des milieux naturels des hautes vallées de la Loue et du Lison. La forêt de ravin côtoie falaises et pelouses calcaires. Le ruisseau de Valbois et des prairies complètent la diversité d’habitats de cette reculée jurassienne en formation depuis 90 millions d’années. Le Conservatoire d'espaces naturels de Franche-Comté en est le gestionnaire depuis le 1er janvier 2014.
- Rocher du Moine

Appelé aussi « Toum Tatre », ce monolithe de 39 mètres de haut se situe en bordure de falaise dans la reculée de Norvaux. De par sa forme, il ressemble à un moine avec sa tonsure.
- Pierre-qui-vire

Appelé également « Roche-qui-tourne », ce monolithe d'une dizaine de mètres de hauteur se situe sur la rive gauche de la Loue, à la sortie de Cléron en allant vers Ornans. Cette pierre aurait la particularité de tourner sur elle-même une fois par siècle. La pratique druidique utilisait ce genre de création naturelle géologique pour effectuer des divinations et des sacrifices. Ces pierres faisaient l'objet d'un culte comme à l'abbaye de la Pierre-qui-Vire dans le Morvan. Elles étaient le centre de lieux cultuels qui ont été repris par l'église catholique.
- Reculée de Norvaux

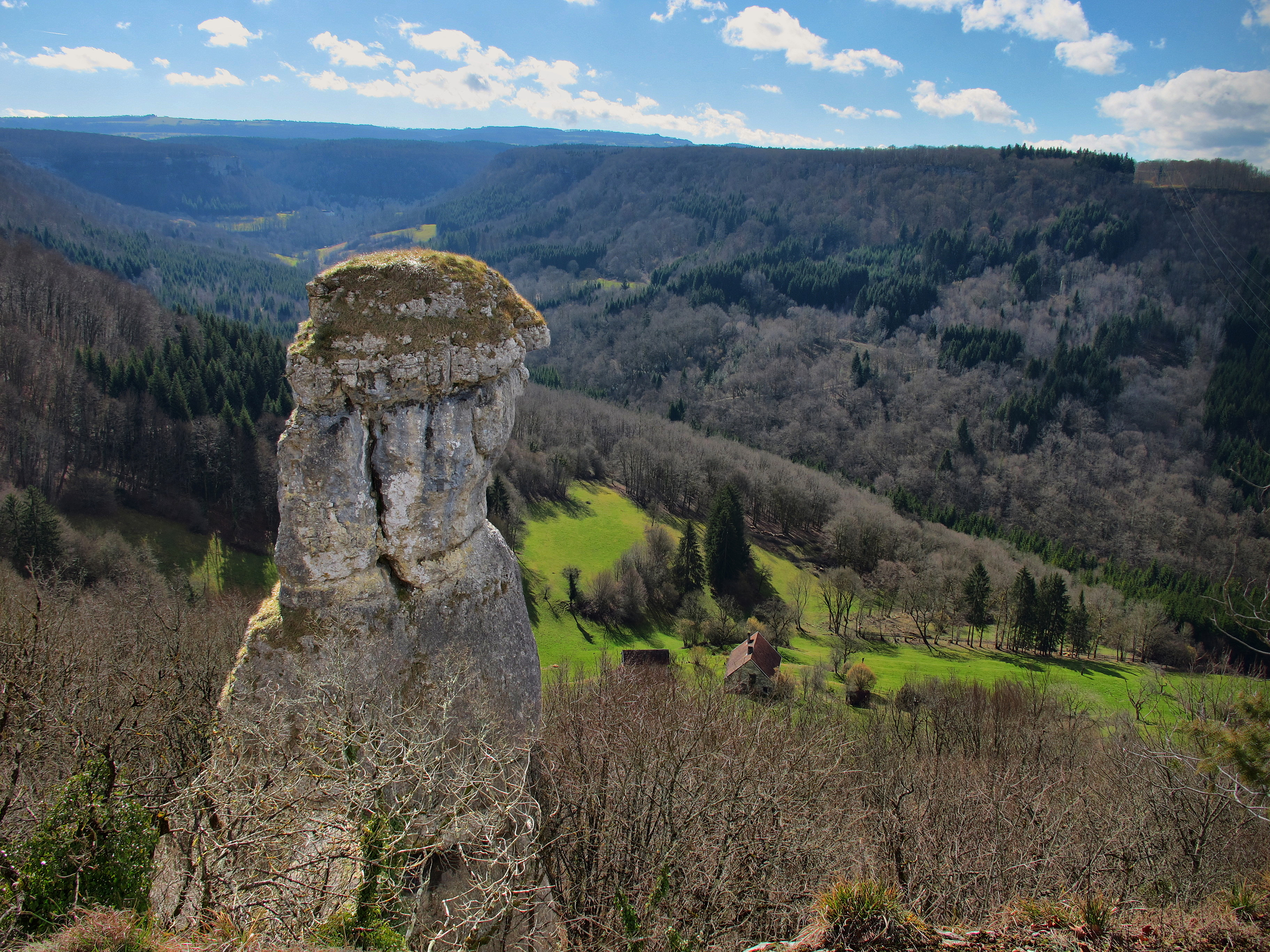
Le rocher du Moine.
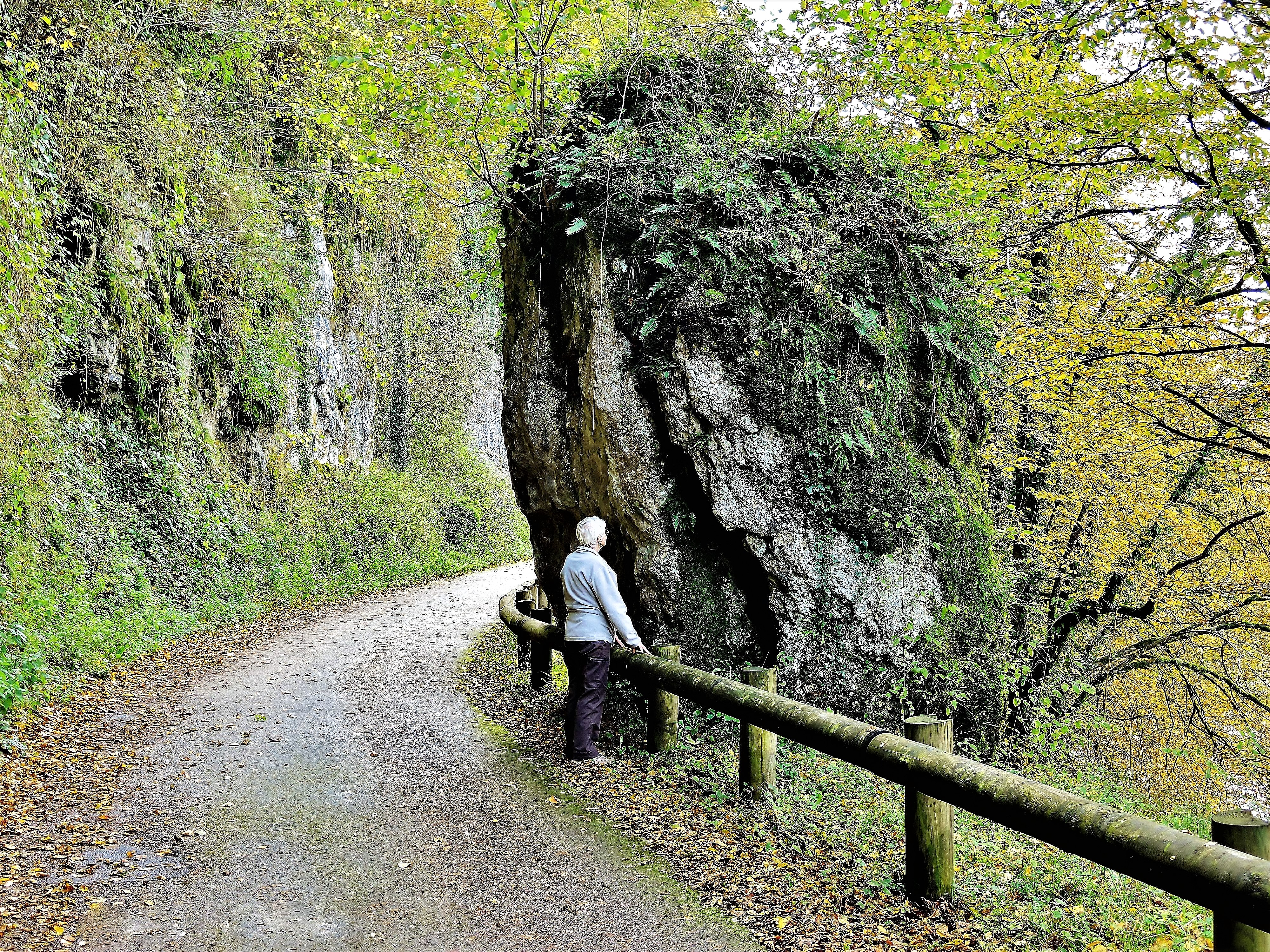
La pierre-qui-vire.
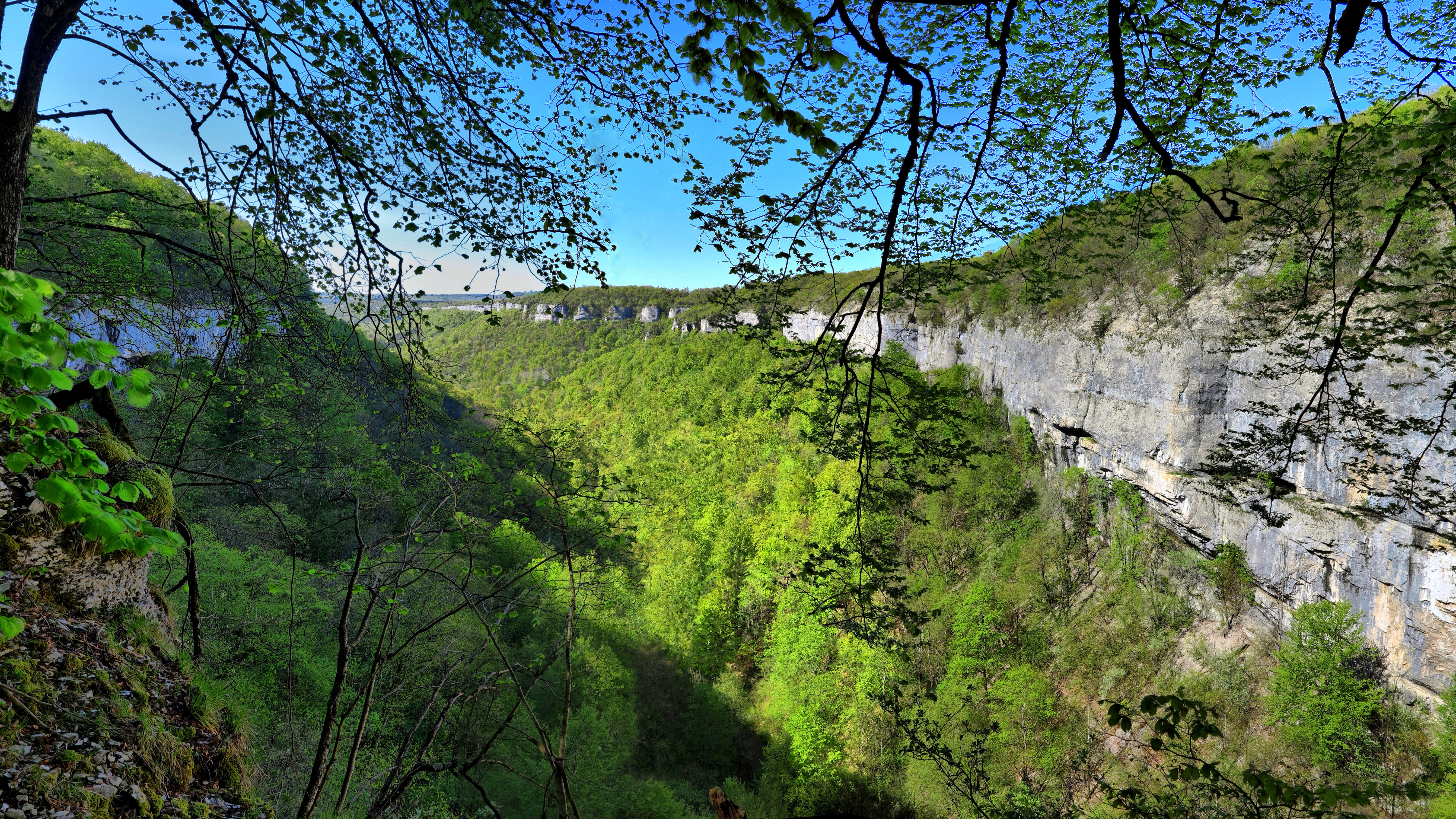
Reculée du ravin de Valbois.
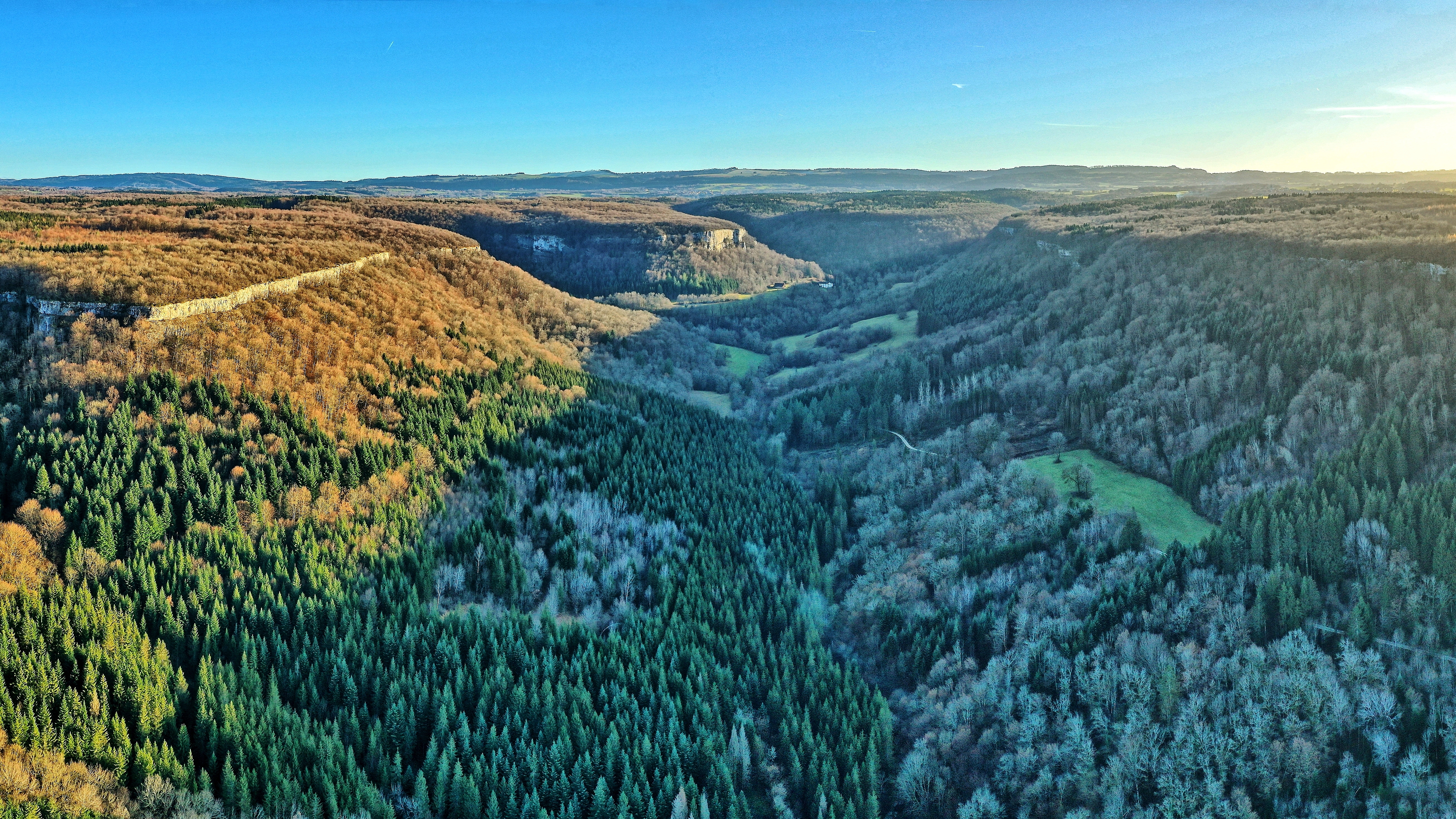
Reculée de Norvaux.

### Équipements culturels
Le musée du Tacot, créé par Claude Lornet en 1987 dans son ancien atelier de menuiserie, retrace l’histoire des chemins de fer à voie métrique du Doubs, ayant permis à toute une vallée et une région d’échanger avec les principales villes du département au début du XXe siècle,. Les salles d'exposition rassemblent des documents d'archive (plans, photographies, films), du matériel, des maquettes et des modèles réduits.
Le musée du Hameau du Fromage, créé par la famille Perrin, rend hommage à la tradition fromagère de la Franche-Comté à travers un film historique, l'exposition d'objets et de photographies.

### Manifestations culturelles et festivité
L'association AEP organise plusieurs manifestations culturelles et festives tout au long de l'année ; en été, un bal et des feux d'artifice ont lieu chaque 13 juillet pour célébrer la fête nationale française et un repas concert se tient le troisième samedi du mois de juillet. Un marché de Noël se tient dans le village et au Hameau du fromage le temps d'un week-end début décembre. Depuis 2022, sur une journée à la fin du mois de juin, l'événement Cléron 1900 plonge habitants et visiteurs dans l'ambiance de la vie rurale au début du XXe siècle avec costumes d'époque et présentation des métiers d'antan.

### Gastronomie

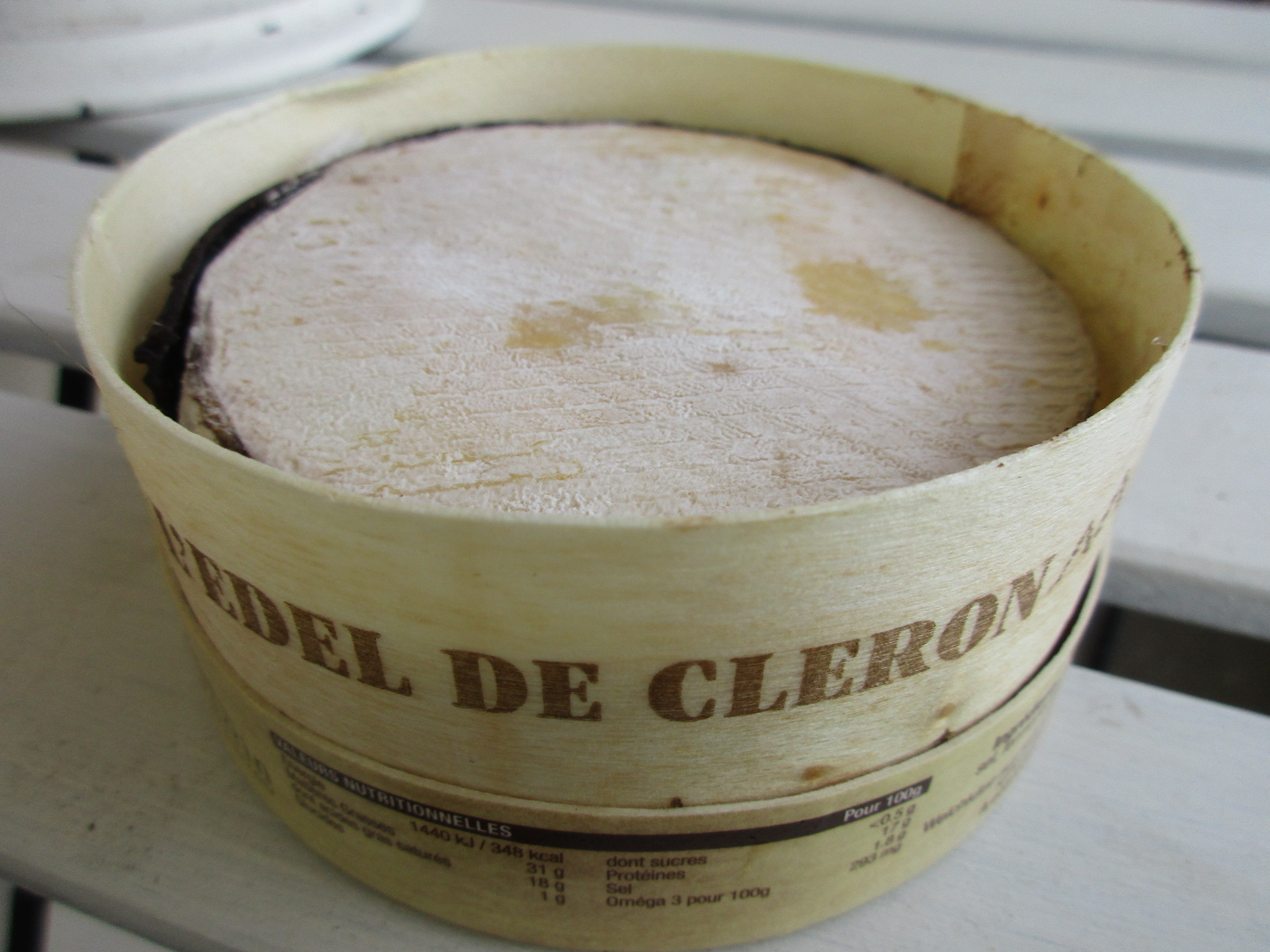
Une boîte d'édel de Cléron

La commune de Cléron est intégrée aux aires de production de deux fromages bénéficiant de l'appellation d'origine protégée (AOP) ou appellation d'origine contrôlée (AOC), le comté et le morbier, ainsi qu'aux aires de productions de produits bénéficiant d'une indication géographique protégée (IGP) dont trois produits à base de viande (porc de Franche-Comté, saucisse de Montbéliard et saucisse et jésus de Morteau), trois fromages (cancoillotte, emmental français est-central et gruyère français) et plusieurs variétés de vins de Franche-Comté.
L'Édel de Cléron est un fromage à base de lait de vache largement inspiré du mont d'Or, présenté comme lui dans une boîte en bois de sapin et entouré d'une sangle d'écorce de sapin. Il a été créé par Jean-Luc Perrin, directeur technique de la fromagerie familiale et locale Jean Perrin.

### Culture populaire
Le village de Cléron a été élu "Plus beau village de Franche-Comté 2018" par les auditeurs de la station de radio France Bleu Besançon, une distinction traduisant entre autres sur son riche environnement naturel, paysager, culturel, historique et architectural. Par ailleurs, le village est choisi pour représenter la région Bourgogne-Franche-Comté dans l'édition 2024 de l'émission de télévision Le Village préféré des Français.

### Personnalités liées à la commune
- Famille de Cléron d'Haussonville
- Famille de Montrichard
- Brice Michel : architecte paysagiste qui a dessiné les plans des jardins du château de Cléron

### Héraldique
Blason de la commune
| Blason de Cléron | Blason  | De gueules à la croix tréflée cantonnée de quatre croisettes aussi tréflées, le tout d’argent. |
| Blason de Cléron | Détails | Le statut officiel du blason reste à déterminer.                                               |

## Pour approfondir